# Amprentă de carbon

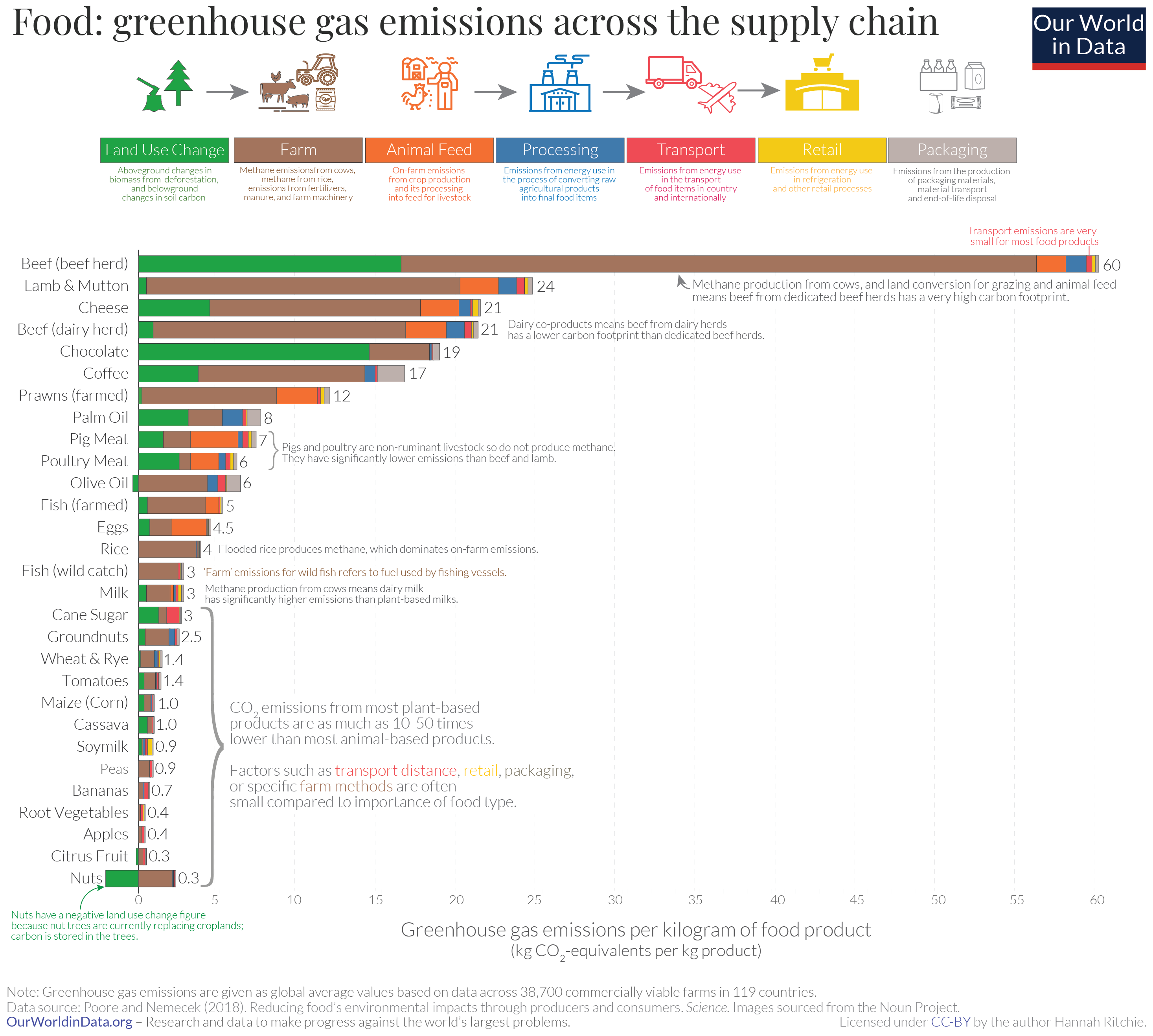
Amprenta de carbon pentru produsele alimentare de origine animală. Exemplul cuantifică emisiile de gaze cu efect de seră ale produselor alimentare de origine animală de-a lungul lanțului de aprovizionare, comparând impactul asupra schimbărilor climatice

Amprenta de carbon sau amprenta de gaze cu efect de seră reprezintă cantitatea de emisii de gaze cu efect de seră asociate unei persoane, unui eveniment (social, sportiv etc.) sau unei entități (produs, comunitate, proces tehnologic, clădire, companie, țară etc.). Include emisiile directe, precum cele care rezultă din arderea combustibililor fosili în producție, încălzire și transport, precum și emisiile indirecte, precum cele necesare pentru producerea energiei electrice asociate bunurilor și serviciilor consumate. Conceptul de amprentă de carbon include și emisiile de alte gaze cu efect de seră, convertite în echivalent CO2, dar și economiile realizate prin diferite metode de atenuare a emisiilor.
Amprenta de carbon a unui produs include emisiile generate pe întregul său ciclu de viață, pornind de la momentul producției, continuând de-a lungul lanțului de aprovizionare până la consumatorul final, perioada de utilizare a acestuia și de eliminare a sa la sfârșitul ciclului de viață.
Amprenta de carbon a unei companii determină emisiile de gaze cu efect de seră generate în toate operațiunile sale, inclusiv producția de energie utilizată în acele activități, în clădirile, mașinile și echipamentele folosite de aceasta. În mod similar, amprenta de carbon a unei organizații include emisiile directe și indirecte de care aceasta este responsabilă. Protocolul privind gazele cu efect de seră (GHG Protocol), un grup de standarde creat de World Resources Institute și care reflectă o serie de principii pentru măsurarea amprentei de carbon a organizațiilor, inclusiv relevanța, integralitatea, consistența, transparența și acuratețea, clasifică aceste emisii în trei domenii. Domeniul 1 se referă la emisiile de carbon directe, iar domeniile 2 și 3 se referă la emisiile de carbon indirecte. Emisiile de domeniul 3 sunt acele emisii care rezultă din activitățile unei organizații, dar provin din surse pe care aceasta nu le deține sau nu le controlează (vezi Cap. Tipuri de emisii de gaze cu efect de seră). 
Amprenta de carbon a unei persoane reprezintă cantitatea totală de gaze cu efect de seră generate în producția bunurilor achiziționate, precum îmbrăcămintea sau alimentele și în acțiunile personale, precum transportul și activitățile casnice.
Amprenta de carbon a unei țări reflectă emisiile de gaze cu efect de seră din utilizarea totală a energiei și materialelor, inclusiv din industrie, din schimbarea utilizării terenurilor, din procesele de sechestrare a carbonului, precum și cele din procesele de import și export.
Există mai multe metodologii și instrumente online pentru a calcula amprenta de carbon a unei țări, organizații, produs sau persoane. De exemplu, amprenta de carbon a unui produs ar putea ajuta consumatorii să decidă ce produs să cumpere dacă doresc să se implice în atenuarea schimbărilor climatice. Pentru activitățile de combatere a schimbărilor climatice, amprenta de carbon poate ajuta la diferențierea activităților economice cu o amprentă mare de cele cu o amprentă redusă. Prin urmare, conceptul de amprentă de carbon permite oricui să analizeze impactul climatic al persoanelor, produselor, companiilor și țărilor. De asemenea, ajută la elaborarea de strategii și priorități pentru reducerea emisiilor de gaze cu efect de seră.
Calculul emisiilor în echivalent de dioxid de carbon (CO2-e) per unitate de referință reprezintă o modalitate adecvată de exprimare a amprentei de carbon. Indicatorul însumează emisiile tuturor gazelor cu efect de seră și evidențiază emisiile din activități economice, evenimente, organizații și servicii. Totuși, în unele cazuri, sunt luate în considerare doar emisiile de dioxid de carbon, fără a include alte gaze cu efect de seră, precum metanul și protoxidul de azot.
Există diferite metode de calculare a amprentei de carbon și acestea pot diferi oarecum pentru diferite entități. În cazul țărilor, se utilizează de obicei contabilitatea bazată pe consum a emisiilor de gaze cu efect de seră pentru a calcula amprenta de carbon pentru un anumit an. Contabilitatea bazată pe consum, folosind analiza de intrare-ieșire susținută de supercalculatoare face posibilă analiza lanțurilor valorice globale. De asemenea, țările raportează periodic un inventar al gazelor cu efect de seră către Convenția-cadru a Națiunilor Unite privind schimbările climatice (United Nations Framework Convention on Climate Change - UNFCCC). Emisiile de gaze cu efect de seră enumerate în inventarele naționale provin doar din activitățile desfășurate în țara respectivă. Această abordare, care nu ia în considerare bunurile și serviciile importate, se numește contabilitate bazată pe teritoriu sau contabilitate bazată pe producție. Contabilitatea bazată pe consum include și emisiile de la bunuri și servicii importate, fiind prin urmare mai cuprinzătoare și înlăturând lacunele sistemului teritorial. Această raportare cuprinzătoare a amprentei de carbon analizează valoarea globală a emisiilor acolo unde are loc consumul de bunuri și servicii. Totuși, inventarele de gaze cu efect de seră pe care țările le raportează UNFCCC nu includ emisiile din transportul internațional.

## Istoric și definire

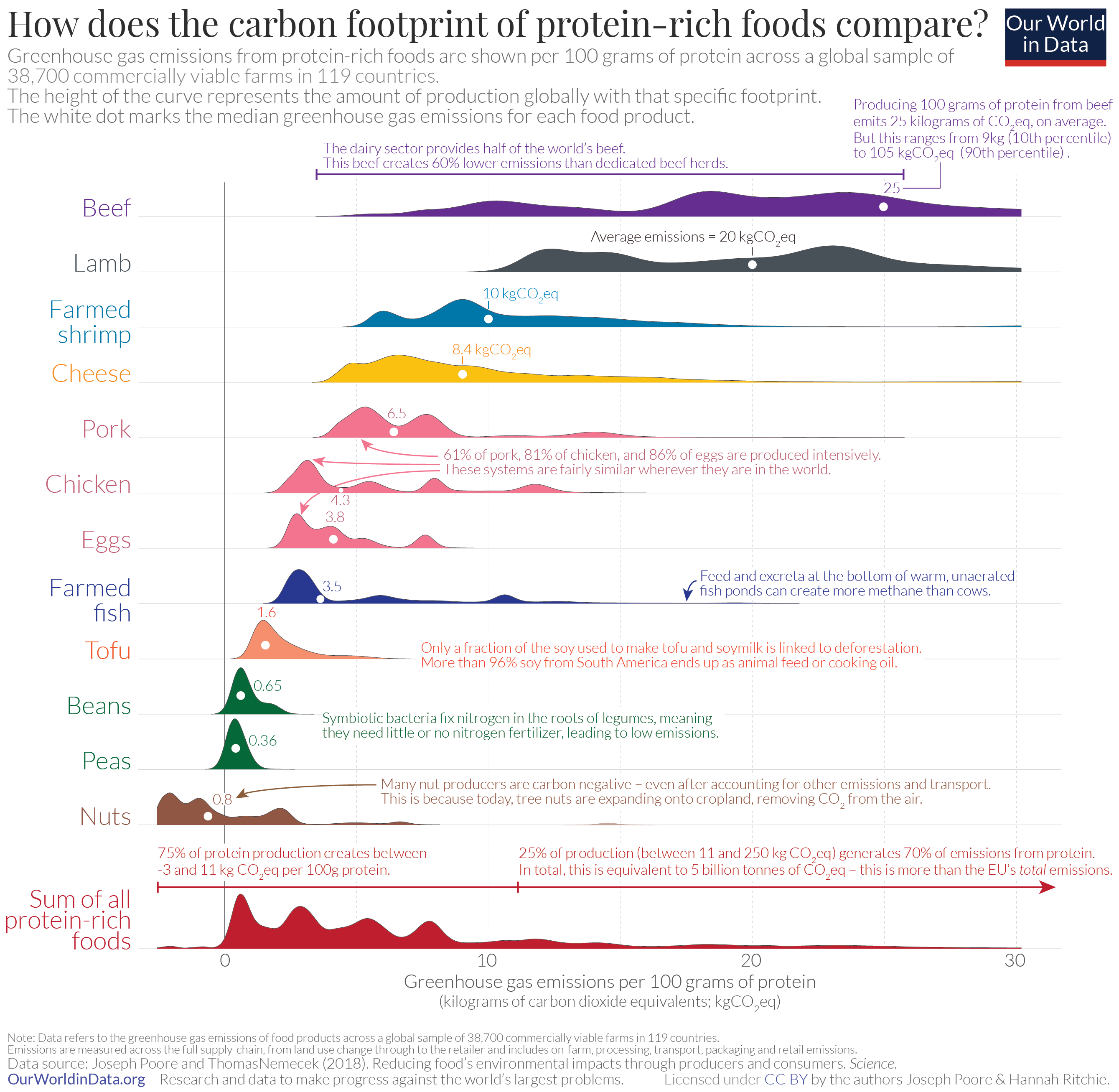
Diagramă comparativă ale amprentelor de carbon ale alimentelor bogate în proteine

Nu există o definiție universal acceptată referitoare la amprenta de carbon, existând și mai multe variante de determinare a acesteia. În unele țări, este denumită amprentă de CO2, iar în țările de limbă germană, amprenta de carbon este denumită bilanț de CO2 (în germană Kohlenstoffdioxidbilanz). Înainte ca amprenta de carbon să fie mai bine cunoscută, era în vogă conceptul de amprentă ecologică, dezvoltat de William E. Rees și Mathis Wackernagel în anii 1990. Acesta este mult mai cuprinzător, analizând nu doar poluarea atmosferică, ci toate formele de poluare. De fapt, amprenta de carbon poate fi tratată ca o componentă a amprentei ecologice.
Potrivit Global Footprint Network, termenul „amprentă de carbon” este folosit pentru desemnarea cantității de carbon (exprimată de obicei în tone de echivalent de CO2) emisă de o activitate, persoană, grup sau organizație, prin consumul său de energie și materii prime. Componenta de carbon a amprentei ecologice depășește această definiție, traducând această cantitate în suprafața de pădure necesară pentru a sechestra emisiile de dioxid de carbon măsurate. Acest lucru face posibilă reprezentarea presiunii pe care arderea combustibililor fosili o exercită asupra planetei. Amprenta de carbon reprezintă aproximativ 60% din amprenta ecologică a întregii omeniri. Termenul „amprentă de carbon” a fost ales deoarece dioxidul de carbon este principalul gaz cu efect de seră care contribuie la încălzirea globală. Totuși, criticii consideră că această definiție exclude în mod evident utilizarea unei amprente de carbon pentru aplicații precum comerțul național și internațional.
Pentru definirea și calculul amprentei de carbon, unii oameni de știință au inclus doar emisiile de dioxid de carbon (CO2) sau doar emisiile de dioxid de carbon (CO2) și metan (CH4), considerând amprenta de carbon ca „o măsură a cantității totale de emisii de dioxid de carbon (CO2) și metan (CH4) ale unei populații definite, a unui sistem sau a unei activități, luând în considerare toate sursele, depozitele de carbon și stocarea relevante în limita spațială și temporală a populației, a sistemului sau a activității de interes". Pe de altă parte, pentru a sublinia faptul că în calculul lor sunt incluse toate gazele cu efect de seră, unele organizații au folosit termenii „amprentă de gaze cu efect de seră” sau „amprentă climatică” .
Începând cu anul 1995, odată cu adoptarea și ratificarea Protocolului de la Kyoto, țările au decis măsurarea și raportarea periodică a emisiilor de gaze cu efect de seră, ceea ce a făcut posibilă calcularea amprentei lor de carbon. Acest proces ajută la definirea strategiilor și soluțiilor cele mai eficiente pentru reducerea emisiilor de gaze cu efect de seră. Prin același document final, au fost definite cele 7 gaze cu efect de seră: dioxid de carbon (CO2), metan (CH4), protoxid de azot (N2O), hidrofluorocarburi (HFC), perfluorocarburi (PCF), hexafluorură de sulf (SF6 ) și trifluorură de azot (NF3)”.
În comparație, definiția amprentei de carbon adoptată în 2022 de Grupul interguvernamental privind schimbările climatice (Interguvernamental Panel on Climate Change - IPCC) acoperă doar emisiile de dioxid de carbon. Grupul interguvernamental a definit amprenta de carbon ca fiind „măsura cantității totale exclusive de emisii de dioxid de carbon (CO2) care este cauzată direct și indirect de o activitate sau care este acumulată pe parcursul etapelor ciclului de viață ale unui produs”:1796. Autorii raportului IPCC au adoptat aceeași definiție care fusese propusă în 2007 în Marea Britanie și care include doar dioxidul de carbon în definiția amprentei de carbon, cu argumentul că celelalte gaze cu efect de seră sunt mai greu de cuantificat, din cauza valorilor diferite ale potențialului lor de încălzire globală (Global Warming Potential). Autorii au mai afirmat că includerea tuturor gazelor cu efect de seră ar face ca indicatorul amprentei de carbon să devină mai puțin practic. Dar există dezavantaje ale acestei abordări. Un dezavantaj al neincluderii metanului este acela că unele produse sau sectoare care au o amprentă mare de metan, cum ar fi fermele de animale par mai puțin dăunătoare pentru climă decât sunt în realitate.

## Tipuri de emisii de gaze cu efect de seră

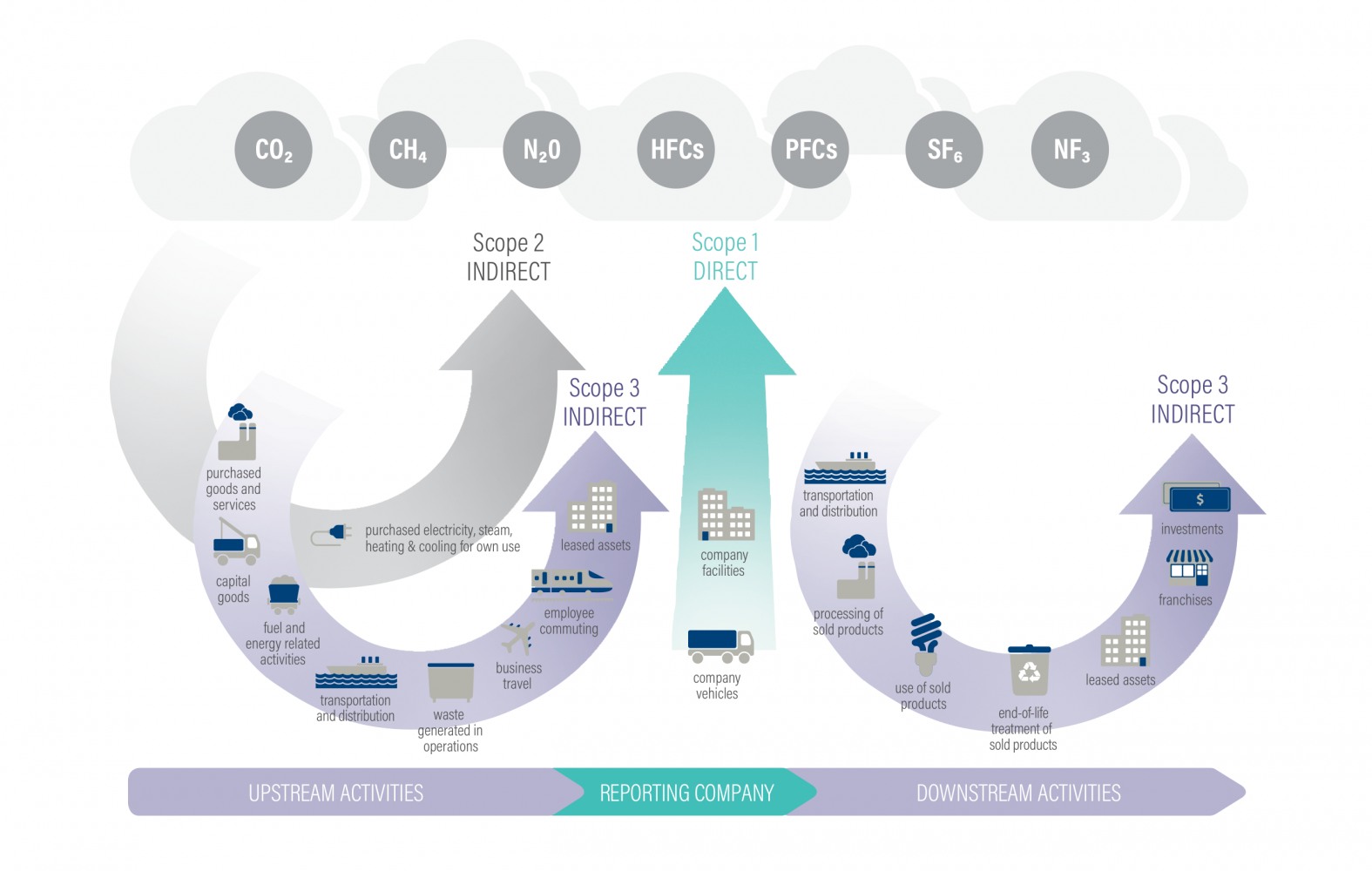
Prezentare generală a Protocolului privind gazele cu efect de seră și a emisiilor de-a lungul lanțului valoric global, evidențiind activitățile companiei de referință, cele din amonte și din aval

Protocolul privind gazele cu efect de seră este un set de standarde pentru urmărirea emisiilor de gaze cu efect de seră. În cadrul lanțului valoric, standardele împart emisiile în trei domenii sau sfere de aplicare. Emisiile de gaze cu efect de seră cauzate direct de organizație, cum ar fi arderea combustibililor fosili, constituie Domeniul 1. Emisiile cauzate indirect de o organizație, cum ar fi achiziționarea de surse secundare de energie, cum ar fi electricitate, căldură, răcire sau abur, constituie Domeniul 2. În cele din urmă, emisiile indirecte asociate proceselor din amonte sau din aval constituie Domeniul 3.

### Emisii directe de carbon (Domeniul 1)
Emisiile directe de carbon (Domeniul 1) provin din surse localizate care fabrică un produs sau furnizează un serviciu. Un exemplu pentru industrie ar fi emisiile provenite de la arderea unui combustibil la fața locului. La nivel individual, emisiile provenite de la vehiculele personale sau de la sobele cu gaz sunt încadrate în Domeniul 1.

### Emisii indirecte de carbon (Domeniul 2)
Emisiile indirecte de carbon sunt emisii din surse din amonte sau din aval de procesul analizat..
Emisiile din domeniul 2 sunt emisiile indirecte legate de achiziționarea de energie electrică, termică sau abur utilizate la fața locului. Exemple de emisii de carbon din amonte includ transportul de materiale și combustibili, orice energie utilizată în afara unității de producție și deșeurile produse în afara unității de producție. Exemplele de emisii de carbon din aval includ orice proces sau tratare la sfârșitul vieții, transportul produselor și al deșeurilor și emisiile asociate cu vânzarea produsului. Protocolul privind gazele cu efect de seră menționează că este important să se calculeze emisiile în amonte și în aval, deși ar putea apărea o dublă contabilizare, cauzat de faptul că emisiile din amonte ale modelelor de consum ale unei persoane ar putea fi emisiile din aval ale altei persoane.

### Alte emisii indirecte de carbon (Domeniul 3)
Emisiile din domeniul 3 însumează toate celelalte emisii indirecte derivate din activitățile unei organizații, din surse pe care aceasta nu le deține sau nu le controlează. Standardul de contabilizare și raportare pentru lanțul valoric corporativ (Domeniul 3) al Protocolului privind gazele cu efect de seră permite companiilor să evalueze impactul emisiilor asupra întregului lanț valoric și să identifice unde să se concentreze acțiunile de reducere.
În cazul unui produs, emisiile din Domeniul 3 cuprind emisiile de la furnizorii și utilizatorii produsului de-a lungul lanțului valoric global. De asemenea, emisiile din transportul produsului și alte emisii indirecte fac parte din acest domeniu. În 2022, aproximativ 30% dintre companiile din SUA au raportat emisii din Domeniul 3. Consiliul pentru Standarde Internaționale de Sustenabilitate (International Sustainability Standards Board, o organizație internațională de standardizare în domeniul climei formată în urma deciziei adoptate la COP 26 Glasgow) a elaborat în 2022 o recomandare de includere a emisiilor din Domeniul 3 (precum cele legate de utilizarea și eliminarea produsului, extracția materiilor prime necesare pentru a fabrica acel produs, naveta angajaților și multe altele)
în toate rapoartele privind gazele cu efect de seră.

## Scop și puncte forte

Emisiile de per locuitor bazate pe consum peste și sub media globală

Creșterea actuală a temperaturii medii la nivel global este mai accelerată decât în trecut, în principal cauzată de oameni prin arderea combustibililor fosili. Creșterea volumului de gaze cu efect de seră din atmosferă este cauzată și de defrișări și de emisiile de gaze cu efect de seră din agricultură și industrie, inclusiv producția de ciment. Cele mai importante două gaze cu efect de seră sunt dioxidul de carbon și metanul. Emisiile de gaze cu efect de seră și, prin urmare, amprenta de carbon a umanității, au crescut în secolul XXI. Acordul de la Paris urmărește reducerea emisiilor de gaze cu efect de seră suficient pentru a limita creșterea temperaturii globale la cel mult 1,5°C peste nivelurile preindustriale.
Conceptul de amprentă de carbon permite comparații între impactul climatic al persoanelor, produselor, companiilor și țărilor. O etichetă a amprentei de carbon care să fie atașată produselor ar permite consumatorilor să aleagă produse cu o amprentă de carbon mai mică, ajutând la atenuarea schimbărilor climatice. Pentru produsele din carne, de exemplu, o astfel de etichetă ar putea clarifica faptul că produsele din carne de vită au o amprentă de carbon mai mare decât cele din carne de pui.
Înțelegerea dimensiunii amprentei de carbon a unei organizații face posibilă elaborarea unei strategii de reducere a acesteia. Pentru majoritatea întreprinderilor, marea majoritate a emisiilor nu provin din activitățile de la fața locului, cunoscute sub numele de Domeniul 1, sau din energia furnizată organizației, cunoscută sub numele de Domeniul 2, ci din emisiile din Domeniul 3, din lanțul de aprovizionare extins în amonte și în aval. Prin urmare, ignorarea emisiilor din Domeniul 3 face imposibilă detectarea tuturor emisiilor importante, ceea ce limitează opțiunile de atenuare. Companiile mari din sectoare precum industria textilă sau cea de producție a automobilelor ar trebui să examineze mai mult de 100.000 de ramuri ale lanțului de aprovizionare pentru a raporta integral amprenta de carbon.
Conceptul și importanța transferului emisiilor de carbon de la o țară la alta sunt cunoscute de câțiva ani sub denumirea de relocare a carbonului. Relocarea carbonului are loc atunci când țările importatoare externalizează producția către țările exportatoare. Astfel, amprenta de carbon abordează preocupările legate de relocarea carbonului pe care Acordul de la Paris nu le acoperă. Țările care externalizează emisiile sunt adesea țări bogate, în timp ce exportatorii sunt adesea țări cu venituri mici. Țările pot face să pară că emisiile lor de gaze cu efect de seră sunt în scădere prin mutarea industriilor „murdare” în străinătate, chiar dacă emisiile lor ar putea crește dacă sunt privite din perspectiva consumului.
Relocarea carbonului și comerțul internațional aferent generează o serie de impacturi asupra mediului. Acestea includ creșterea poluării aerului, deficitul de apă, pierderea biodiversității, utilizarea materiilor prime și epuizarea energetică.
Cercetătorii au argumentat în favoarea utilizării atât a contabilității bazate pe consum, cât și a contabilității bazate pe producție, ceea ce ajută la stabilirea responsabilității comune a producătorului și consumatorului. În prezent, țările raportează periodic un Inventar de gaze cu efect de seră către Convenția-cadru a Națiunilor Unite privind schimbările climatice pe baza emisiilor lor teritoriale, abordare cunoscută ca abordare bazată pe teritoriu sau pe producție. Includerea calculelor bazate pe consum în cerințele de raportare către UNFCCC ar ajuta la înlăturarea lacunelor prin includerea efectelor relocării emisiilor de carbon.
În prezent, Acordul de la Paris nu impune țărilor să includă în totalul lor național emisiile de gaze cu efect de seră asociate transportului internațional. Aceste emisii sunt raportate separat și nu fac obiectul angajamentelor de limitare și reducere ale părților din Anexa 1 în temeiul Convenției-cadru a Națiunilor Unite privind schimbările climatice și ale Protocolului de la Kyoto. Metodologia amprentei de carbon include emisiile de gaze cu efect de seră asociate transportului internațional, atribuind astfel țării importatoare emisiile cauzate de comerțul internațional.

## Concepte de bază pentru calcul
Calculul amprentei de carbon a unui produs, serviciu sau sector necesită cunoștințe de specialitate și o examinare atentă a ceea datelor care trebuie incluse. Amprenta de carbon poate fi calculată la diferite scări, pentru țări întregi, orașe, cartiere sau sectoare, companii și produse. Există mai multe calculatoare online gratuite a amprentei de carbon pentru a calcula amprenta personală de carbon.
Instrumente software precum „Scope 3 Evaluator” pot ajuta companiile să raporteze emisiile de-a lungul lanțului lor valoric. Instrumentele software pot ajuta consultanții și cercetătorii să modeleze amprenta globală a sustenabilității, în funcție de tipul de activități care sunt legate de anumite tipuri de emisii. Software-ul este esențial pentru managementul companiei. Dar este nevoie de noi modalități de planificarea resurselor întreprinderii pentru a îmbunătăți performanța sustenabilității corporative.
Pentru a obține o acoperire de 95% a amprentei de carbon, ar fi necesar să se evalueze 12 milioane de contribuții individuale la lanțul de aprovizionare, pe baza a 12 studii de caz sectoriale. Calculele Domeniului 3 pot fi simplificate folosind analiza de intrare-ieșire, o tehnică dezvoltată inițial de economistul laureat al Premiului Nobel Wassily Leontief.

### Contabilitatea emisiilor bazată pe consum, pe baza analizei de intrare-ieșire

Emisiile de bazate pe consum per locuitor și emisiile de bazate pe producție per locuitor

Emisiile de bazate pe producție și emisiile de bazate pe consum pentru Statele Unite

Emisiile de bazate pe producție și emisiile de bazate pe consum pentru China

Contabilitatea emisiilor bazată pe consum urmărește impactul cererii de bunuri și servicii de-a lungul lanțului global de aprovizionare până la consumatorul final. Se mai numește și contabilitatea carbonului bazată pe consum. Totuși, o abordare bazată pe producție pentru calcularea emisiilor de gaze cu efect de seră, denumită și abordare teritorială, nu este o analiză a amprentei de carbon. Abordarea bazată pe producție include doar impacturile produse fizic în țara respectivă. Contabilitatea bazată pe consum redistribuie emisiile din contabilitatea bazată pe producție, considerând că emisiile din altă țară sunt necesare pentru pachetul de consum al țării de origine.
Contabilitatea bazată pe consum se bazează pe analiza de intrare-ieșire. Aceasta este folosită până la cele mai înalte niveluri pentru orice analiză de cercetare economică legată de impactul asupra mediului sau social. Analiza lanțurilor valorice globale este posibilă utilizând contabilitatea bazată pe consum cu analiză de intrare-ieșire asistată de supercalculatoare, din cauza dimensiunii volumului de date.
Leontief a creat analiza de intrare-ieșire (în engleză Input-output analysis - IO) pentru a demonstra relația dintre consum și producție într-o economie. Analiza încorporează întregul lanț de aprovizionare și utilizează tabele de intrare-ieșire din conturile naționale ale țărilor și baze de date internaționale precum UN Comtrade și Eurostat. Analiza de intrare-ieșire a fost extinsă la nivel global, definindu-se analiza multi-regională de intrare-ieșire (în engleză Multi-Regional Input-Output analysis - MRIO). Inovațiile și tehnologia care permit examinarea a miliarde de lanțuri de aprovizionare au făcut acest lucru posibil, pe baza standardelor stabilite de Națiunile Unite:280. Examinarea permite o analiză structurală, care scanează și clasifică nodurile și căile importante din lanțul de aprovizionare, evidențiind punctele fierbinți care necesită acțiuni urgente. Analiza de intrare-ieșire a crescut în popularitate datorită capacității sale de a examina lanțul valoric global.

### Combinația cu evaluarea ciclului de viață

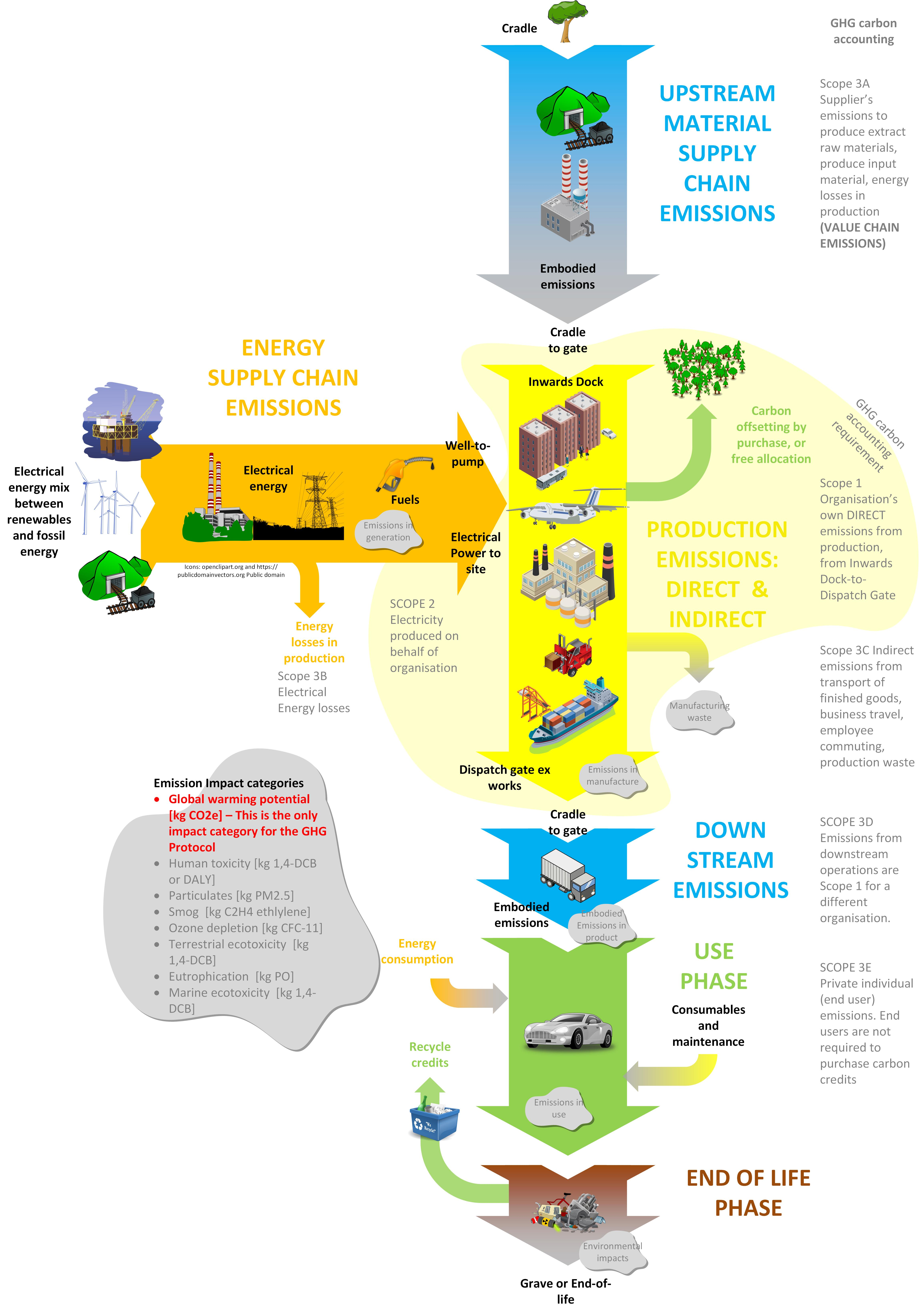
Evaluarea ciclului de viață: ciclul complet de viață include lanțurile de aprovizionare cu materii prime și energie, producție, transport, faza de utilizare și etapa de sfârșit de viață (eliminare, reciclare)

Evaluarea ciclului de viață (în engleză Life cycle assessment - LCA) este o metodologie pentru evaluarea tuturor impacturilor asupra mediului asociate cu ciclul de viață al unui produs comercial, proces sau serviciu, fără a se limita la emisiile de gaze cu efect de seră. Se mai numește și analiza ciclului de viață. Include poluarea apei, poluarea aerului, ecotoxicitatea (se referă la factorii de stres biologici, chimici sau fizici care afectează ecosistemele) și tipuri similare de poluare. Unele proceduri larg recunoscute pentru analiza ciclului de viață sunt incluse în seria de standarde de management de mediu ISO 14000. Un standard numit ISO 14040:2006 oferă cadrul pentru realizarea unui studiu privind analiza ciclului de viață. Familia de standarde ISO 14060 oferă instrumente mai sofisticate, care sunt utilizate pentru cuantificarea, monitorizarea, raportarea și validarea sau verificarea emisiilor și eliminărilor de gaze cu efect de seră.
Evaluările emisiilor de gaze cu efect de seră pe durata ciclului de viață al produselor pot respecta, de asemenea, alte specificații, precum standardul britanic PAS 2050 sau Standardul de raportare și contabilizare pe durata ciclului de viață al GHG Protocol.
Un avantaj al evaluării ciclului de viață este nivelul ridicat de detalii care poate fi obținut la fața locului sau din legăturile cu furnizorii. Cu toate acestea, evaluarea ciclului de viață a fost îngreunată de construcția artificială a unei granițe dincolo de care nu se iau în considerare alte impacturi ale furnizorilor din amonte, ceea ce poate cauza rezultate semnificativ eronate. Evaluarea ciclului de viață a fost combinată cu analiza de intrare-ieșire, permițând încorporarea cunoștințelor detaliate de la fața locului. Analiza de intrare-ieșire se conectează la bazele de date economice globale pentru a încorpora întregul lanț de aprovizionare.

## Critici

### Definire
Pentru o lungă perioadă de timp, lipsa unei definiții aplicabile la nivel internațional a termenului de „amprentă de carbon” a fost considerată un punct critic, până când Organizația Internațională de Standardizare a publicat standardul ISO 14067 pentru contabilizarea amprentei de carbon a produselor. Standardele autoproclamate, cum ar fi Carbon Footprint Standard („Standardul de amprentă de carbon”) nu se bucură de credibilitate, deoarece nu sunt supuse controlului independent.
Standardul britanic PAS 2050:2008 este supus criteriilor revizuite de Carbon Trust. Se bazează parțial pe standardul de evaluare a ciclului de viață ISO 14040, dar se abate semnificativ de la acesta în câteva puncte importante, ceea ce i-a limitat recunoașterea la nivel internațional. Gama de definiții variază de la emisii directe de CO2 la emisii suplimentare de metan, până la includerea tuturor gazelor cu efect de seră, precum N2O. Acesta schimbă unitatea de măsură între de exemplu emisiile de CO2 (măsurate în tone de CO2), emisiile de echivalent CO2 (măsurate în tone de CO2-e) sau suprafața de pădure (măsurată în hectare) „cu dimensiunea necesară pentru a absorbi emisiile de CO2”.

### Calcul
În Germania, Institutul Öko, Ministerul Federal pentru Mediu și Agenția Federală de Mediu au subliniat alte puncte critice cu privire la amprenta de carbon a produselor într-un memorandum publicat în decembrie 2009. Una dintre critici este caracterul unilateral al amprentei de carbon, deoarece toate celelalte categorii de daune precum emisiile de poluanți atmosferici, necesarul de materii prime sau eutrofizarea nu sunt luate în considerare. Există, de asemenea, rezultate de calcul diferite, în funcție de modul în care sunt luați în considerare alți factori, precum utilizarea terenului și pădurile. De exemplu, în 2014, amprenta de carbon a unei persoane din Sudan a fost de 3,03 tCO2e pe an, în timp ce dacă se lua în considerare utilizarea terenului, aceasta ar fi fost de 6,22, mai mult decât dublu.
Deoarece amprenta de carbon poate însemna puțin pentru consumatori, se consideră că etichetele ecologice (de tip „produs ecologic” sau „produs natural”) pot include și o evaluare a impactului produsului asupra climei. Faza de utilizare determină în mod crucial echilibrul general, reprezentând o proporție importantă în calculul amprentei de carbon. Cu toate acestea, durata de utilizare variază foarte mult de la caz la caz și de la persoană la persoană. De exemplu, când se ia în considerare faza de utilizare, îmbrăcămintea de lungă durată are o amprentă de carbon mai mică decât cea de scurtă durată.
Identificarea amprentei de carbon a alimentelor este neclară din cauza varietății opțiunilor de procesare (de exemplu: făină, ouă) și depozitare (de exemplu: mere, căpșuni). Acest lucru poate duce la valori foarte diferite ale amprentei de carbon pentru același produs. Memorandumul publicat de Institutul Öko prezintă un exemplu de variație a amprentei de carbon în cazul merelor: „Energia necesară pentru producerea și depozitarea merelor variază de la fermă la fermă și poate varia cu 200-300% între fermele mari și mici. Distanța de transport poate varia și ea foarte mult: fructele produse în Bodensee-Obst sunt vândute în Bodensee, dar și în Kassel sau Berlin. Merele pot fi importate și din Noua Zeelandă sau Chile. Merele produse în Germania se păstrează la rece până la sfârșitul primăverii, prin urmare amprenta de carbon crește de la o lună la alta”:32.
În plus, efortul mare de prelucrare a datelor creează probleme, deoarece ar trebui luate în considerare multe operațiuni agricole de dimensiuni diferite, de exemplu schimbarea furnizorilor, diferențe mari în tipul de cultură, producții care fluctuează în funcție de an și sezon sau varietatea tehnicilor de prelucrare:32.
De asemenea, au apărut controverse în privința atribuirii amprentei climatice a unui produs doar producătorului sau țării producătoare, deoarece țările importatoare poartă responsabilitatea pentru produsele consumate.

### Transferul responsibilității de la corporații la indivizi
Criticii susțin că scopul inițial al promovării conceptului de amprentă de carbon personală a fost de a transfera responsabilitatea de la corporații și instituții către alegerile personale în privința stilului de viață. Compania British Petroleum a desfășurat în 2005 o campanie publicitară amplă privind propria amprentă de carbon, care a ajutat la popularizarea acestui concept. Această strategie, folosită de multe companii importante care activează în domeniul combustibililor fosili (petrol și gaze), a fost criticată pentru că încearcă să transfere responsabilitatea pentru consecințele negative ale acestor industrii asupra alegerilor individuale.
Geoffrey Supran și Naomi Oreskes de la Universitatea Harvard susțin că amprenta de carbon și alte concepte asemănătoare „ne obsedează și ascund natura sistemică a crizei climatice și a importanței de a lua măsuri colective pentru a aborda problema”.

### Relația cu alte efecte asupra mediului
Accentul pe amprenta de carbon poate determina oamenii să ignore sau chiar să exacerbeze alte subiecte de îngrijorare legate de mediu precum pierderea biodiversității, ecotoxicitatea și distrugerea habitatului. Este posibil să nu fie posibilă măsurarea tuturor aceste impacturi umane asupra mediului prin intermediul unui singur indicator precum amprenta de carbon. Consumatorii pot crede că amprenta de carbon este un indicator general al impactului asupra mediului, dar în multe cazuri această afirmație nu este corectă:222. Pot apărea compromisuri între reducerea amprentei de carbon și obiectivele de protecție a mediului. Un exemplu este utilizarea biocombustibililor, o sursă de energie regenerabilă care poate reduce amprenta de carbon a aprovizionării cu energie, dar poate crea și provocări ecologice în timpul producției sale din cauza faptului că este adesea produs în monoculturi, cu utilizarea pe scară largă a îngrășămintelor și pesticidelor:222. Un alt exemplu este reprezentat de parcurile eoliene offshore, care ar putea avea efecte nedorite asupra ecosistemelor marine:223.
Analiza amprentei de carbon se concentrează exclusiv pe emisiile de gaze cu efect de seră, spre deosebire de evaluarea ciclului de viață, care este mult mai amplă și analizează toate impacturile asupra mediului. Prin urmare, în activitățile de comunicare trebuie subliniat că amprenta de carbon este doar unul dintr-o familie de indicatori (de exemplu, amprenta ecologică, amprenta de apă, amprenta de teren sau amprenta materială) și nu trebuie privit izolat. De fapt, amprenta de carbon poate fi tratată ca o componentă a amprentei ecologice.
Instrumentul de analiză a punctelor sensibile de producție și consum durabil (în engleză Sustainable Consumption and Production Hotspot Analysis Tool - SCP-HAT) este un instrument prin intermediul căruia se realizează analiza amprentei de carbon dintr-o perspectivă mai largă, acesta incluzând o serie de indicatori socio-economici și de mediu. Instrumentul oferă posibilitatea de calcul bazat fie pe consum, după abordarea amprentei de carbon, fie pe producție. Baza de date a instrumentului SCP-HAT este susținută de analiza de intrare-ieșire, ceea ce înseamnă că include emisiile din Domeniul 3. Metodologia IO este adaptată standardelor ONU:280 și se bazează pe tabelele de intrare-ieșire ale conturilor naționale ale țărilor și pe bazele de date comerciale internaționale precum UN Comtrade, fiind astfel comparabilă la nivel global.

### Manipularea calculelor prin modificarea limitelor
În trecut, termenul „amprentă de carbon” a fost aplicat rezultatelor unor calcule limitate care nu includeau emisiile din Domeniul 3 sau din întregul lanț de aprovizionare, ceea ce însemna obținerea unor valori prin metode de calcul neconforme cu standardele în vigoare și inducerea în eroare a clienților cu privire la amprenta de carbon reală a companiilor sau produselor în cauză.

## Modele de calcul

### Amprenta de carbon a unui produs
Dintre toate formele de calcul a amprentei de carbon, amprenta de carbon a produselor este cea mai studiată, putând avea un viitor în etichetarea bunurilor și serviciilor. Cu toate acestea, în analiză nu este întotdeauna inclus întregul lanț valoric:24. Astfel de etichete au fost introduse într-o oarecare măsură și în Japonia și Thailanda.
Cu toate acestea, mai ales atunci când se evaluează produse, a devenit comună evaluarea ciclului de viață, care include nu doar amprenta de carbon, ci și consumul de resurse, precum utilizarea terenurilor și consumul de apă. De asemenea, designul produsului în sine poate fi evaluat conform criteriilor de proiectare ecologică. De exemplu, există propuneri privind calculul intervalelor de valori specifice parametrilor și etichetarea amprentei de carbon pe panourile solare, ceea ce ar face efectul de protecție a climei mai transparent și ar crea stimulente pe piață.

#### Germania
În memorandumul Amprenta de carbon a produsului publicat în Germania de Institutul Öko, Ministerul Federal pentru Mediu și Agenția Federală de Mediu din decembrie 2009 se afirmă: „Amprenta de carbon a produsului se referă la balanța emisiilor de gaze cu efect de seră de-a lungul întregului ciclu de viață al unui produs, într-o aplicație definită și în raport cu o unitate de măsură definită”.
Determinarea amprentei de carbon a unui produs trebuie să acopere întregul ciclu de viață al produsului, respectiv:
- extracția de materii prime, fabricarea produselor intermediare și transportul acestora,
- producția și distribuția,
- utilizarea și reutilizarea ulterioară (la sfârșitul etapei de viață programate),
- eliminarea/reciclarea.

Conform acestei definiții, alimentele au o amprentă de carbon „de ordinul a câteva zeci de grame până la câteva kilograme de echivalent CO2 per kilogram de produs. Carnea de vită, de exemplu, are valori foarte mari, de aproximativ 13 kgCO2e/kg”. Valorile pot varia foarte mult, în funcție de condițiile de transport, depozitare și de metoda de preparare (vezi și cap. Critici, subcap. Calcul).

#### Marea Britanie
În Marea Britanie, o standardizare a metodologiei pentru amprenta de carbon a produselor dezvoltată de British Standards Institution a fost finalizată în 2008, odată cu publicarea standardului britanic PAS 2050:2008. În 2011, cel mai mare grup britanic de retail, Tesco, a declarat că, în conformitate cu acest standard, a etichetat peste 500 de produse în Marea Britanie și Coreea de Sud.
| Produs                                             | Amprentă de carbon (g CO2e per unitate) | Amprenta de carbon pe etape ale ciclului de viață (%) | Amprenta de carbon pe etape ale ciclului de viață (%) | Amprenta de carbon pe etape ale ciclului de viață (%) | Amprenta de carbon pe etape ale ciclului de viață (%) | Amprenta de carbon pe etape ale ciclului de viață (%) |
| Produs                                             | Amprentă de carbon (g CO2e per unitate) | Producție                                             | Distribuție                                           | Depozitare                                            | Utilizare                                             | Eliminare                                             |
| Detergenți                                         | Detergenți                              | Detergenți                                            | Detergenți                                            | Detergenți                                            | Detergenți                                            | Detergenți                                            |
| -------------------------------------------------- | --------------------------------------- | ----------------------------------------------------- | ----------------------------------------------------- | ----------------------------------------------------- | ----------------------------------------------------- | ----------------------------------------------------- |
| Capsule lichide non-organice Tesco                 | 700 g per spălare                       | 17%                                                   | 0,2%                                                  | 1%                                                    | 72%                                                   | 10%                                                   |
| Tablete non-organice Tesco                         | 850 g per spălare                       | 32%                                                   | 0,1%                                                  | 0%                                                    | 62%                                                   | 5%                                                    |
| Det. lichid non-organic super conc. Tesco pt. rufe | 600 g per spălare                       | 11%                                                   | 0,1%                                                  | 0%                                                    | 83%                                                   | 6%                                                    |
| Suc de portocale                                   |                                         |                                                       |                                                       |                                                       |                                                       |                                                       |
| Suc de portocale stoarse Tesco 100% natural        | 360 g per 250 ml                        | 91%                                                   | 1%                                                    | 7%                                                    | 0,3%                                                  | 1%                                                    |
| Suc de portocale Tesco din concentrat              | 260 g per 250 ml                        | 88%                                                   | 2%                                                    | 9%                                                    | 0,5%                                                  | 1%                                                    |
| Suc de portocale Tesco (3×200 ml)                  | 220 g per 250 ml                        | 93%                                                   | 1%                                                    | 5%                                                    | 0,5%                                                  | 1%                                                    |
| Corpuri de iluminat                                |                                         |                                                       |                                                       |                                                       |                                                       |                                                       |
| Bec Pearl de 60W                                   | 34 kg pentru 1.000 de ore de utilizare  | 1%                                                    | <0,1%                                                 | <0,1%                                                 | 99%                                                   | <0,1%                                                 |
| Lampă fluorescentă compactă de 11W                 | 6,5 kg pentru 1.000 de ore de utilizare | 1%                                                    | <0,001%                                               | <0,1%                                                 | 99%                                                   | <0,1%                                                 |
| Bec Pearl de 100W                                  | 55 kg pentru 1.000 de ore de utilizare  | 1%                                                    | <0,001%                                               | <0,001%                                               | 99%                                                   | <0,1%                                                 |
| Lampă fluorescentă compactă de 20W                 | 12 kg pentru 1.000 de ore de utilizare  | 2%                                                    | <0,001%                                               | <0,001%                                               | 98%                                                   | <0,1%                                                 |
| Cartofi                                            |                                         |                                                       |                                                       |                                                       |                                                       |                                                       |
| King Edwards (2,5 kg)                              | 160 g per 250 g                         | 1%                                                    | 33%                                                   | 3%                                                    | 56%                                                   | 7%                                                    |
| Baby Neu (produs organic, 750 g)                   | 140 g per 250 g                         | 48%                                                   | 1%                                                    | 5%                                                    | 41%                                                   | 4%                                                    |
| Neu (produs organic, 1,5 kg)                       | 160 g per 250 g                         | 40%                                                   | 1%                                                    | 4%                                                    | 51%                                                   | 4%                                                    |
| Anglian Neu (2,5 kg)                               | 140 g per 250 g                         | 34%                                                   | 1%                                                    | 3%                                                    | 58%                                                   | 4%                                                    |
| Sursă: Tesco, www.tesco.com (PDF; 114 kB)          |                                         |                                                       |                                                       |                                                       |                                                       |                                                       |

#### Austria
Amprenta de carbon în viticultură
În cadrul unui proiect desfășurat în Traisental, o zonă viticolă din Austria, situată la nord de St. Pölten și care se întinde de-a lungul râului Traisen până la Dunăre, a fost analizat lanțul de proces și, pe baza rezultatelor, au fost identificate zonele care au avut cea mai mare influență asupra amprentei de carbon. Un litru de vin a fost definit ca unitate funcțională. Ancheta a inclus ca etapele ale procesului producția de struguri, producția de vin, ambalarea, eliminarea deșeurilor și distribuția. În cursul producției de struguri în podgorie și producției vinului în cramă, inclusiv eliminarea deșeurilor și îmbutelierea unui vin mediu, au fost emise aproximativ 1,7 kgCO2e până la ieșirea din cramă. Se adaugă aproximativ 0,2 kgCO2e/litru pentru transportul către consumator. Analiza generală a arătat că o medie de 2,4 tCO2e este emisă per hectar de vie. Din această sumă, aproximativ trei sferturi provin din emisiile indirecte de gaze cu efect de seră și emisiile din proces și un sfert din emisiile din sol.

### Amprenta de carbon a unei persoane
Amprenta de carbon a unei persoane are scopul de a oferi asistență în scopul reducerii propriilor emisii de gaze cu efect de seră. În primul rând, este calculată amprenta curentă de carbon, astfel încât să prezinte o valoare aproximativă a propriilor emisii. Următorul pas este reducerea emisiilor, de exemplu prin instalarea de dispozitive de economisire a energiei, trecerea la electricitate din surse regenerabile, utilizarea mai eficientă a energiei pentru încălzire și adaptarea activităților de zi cu zi în scopul economisirii energiei. Se recomandă renunțarea la dispozitivele vechi, mari consumatoare de energie, sau cedarea acestora către persoane ale căror dispozitive sunt și mai vechi și consumă mai multă energie.
În 2019, Institutul de Cercetare a Impactului Climatic din Potsdam a reușit să demonstreze, într-un studiu, că orientarea globală către alimente produse local ar putea elimina 90% din emisiile globale din transportul alimentelor.
Conform raportului special privind încălzirea globală de 1,5°C al Grupului Interguvernamental de Experți în Schimbări Climatice (IPCC), emisiile globale de gaze cu efect de seră trebuie să scadă la zero net în jurul anului 2050 pentru a se atinge obiectivul de 1,5°C. Agenția Federală Germană de Mediu a stabilit pentru Germania un obiectiv de emisii per locuitor și pe an de mai puțin de o tonă.

#### Valori medii pe țară

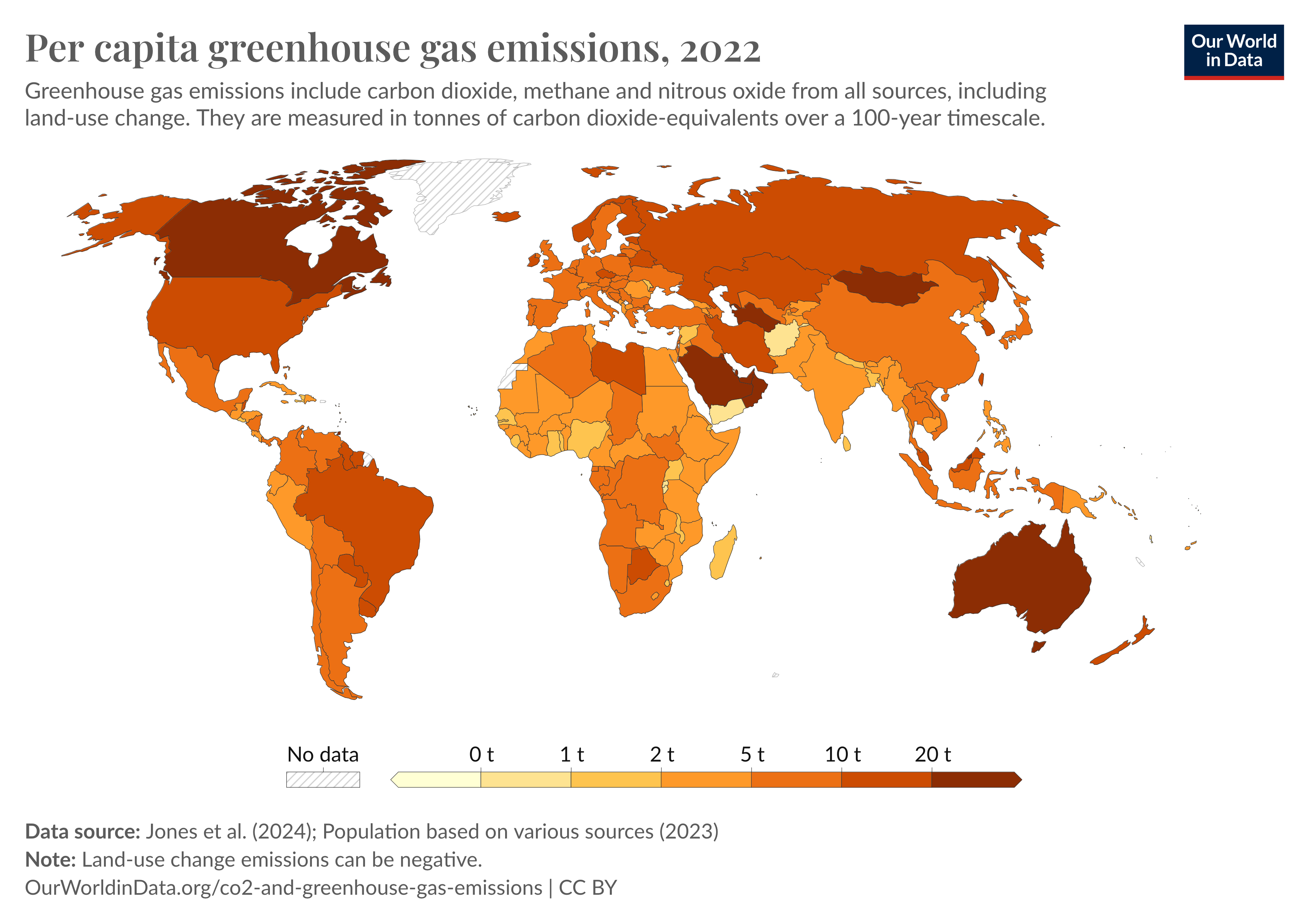
Harta globală a emisiilor de gaze cu efect de seră per locuitor, inclusiv din agricultură și schimbarea utilizării terenurilor, măsurate în echivalent de dioxid de carbon pe o scală de timp de 100 de ani

Amprenta de carbon a indivizilor poate fi determinată ca medie pentru locuitorii unei țări. Cu toate acestea, doar emisiile interne per locuitor nu sunt suficiente, deoarece emisiile cauzate transfrontalier nu sunt incluse. De exemplu, Elveția a raportat emisii interne per persoană de „doar” 5,8 tCO2e în 2015. În schimb, emisiile legate de consum, care iau în considerare emisiile de gaze cu efect de seră importate și exportate de o țară prin comerțul internațional, sunt de aproximativ 2,5 ori mai mari, de 14,0 tCO2e în același an.
Emisiile medii de gaze cu efect de seră legate de consum per persoană au fost calculate într-un mod comparabil pentru multe țări, pe baza datelor din 2007. Media din Uniunea Europeană în 2007 a fost de aproximativ 13,8 tCO2e per persoană, iar în SUA, Luxemburg și Australia a fost de peste 25 tCO2e de persoană. Din cauza metodologiilor diferite și complexității datelor, valorile sunt uneori diferite. Pentru același an (2007), Arnold Tukker și colaboratorii au calculat pentru Elveția o valoare de 15,6 tCO2e, dar Oficiul Federal Elvețian pentru Mediu a declarat o valoare de 14,9 tCO2e. Comparațiile pe parcursul mai multor ani sau între țări trebuie, prin urmare, făcute cu atenție. De asemenea, trebuie avut în vedere faptul că aceste valori medii includ și emisiile de carbon cauzate de industrie și de utilizarea infrastructurii de transport. În acest sens, valoarea reprezintă doar rezultatul unui calcul și nu amprenta individuală reală de carbon a unei persoane. Calculat per persoană, Luxemburg, Belgia și Elveția au înregistrat în 2019 cele mai mari valori ale amprentei de carbon din Europa.
Potrivit Băncii Mondiale, amprenta medie globală de carbon în 2014 a fost de aproximativ 5 tCO2e de persoană, măsurată pe baza producției. În 2017, media SUA a fost de aproximativ 20 tCO2e de persoană, una dintre cele mai mari valori per locuitor din lume. În 2019, media din Franța a fost de 9,3 tCO2e per persoană, iar în anul 2022, conform estimărilor provizorii, va scădea la 9,2 tCO2e per locuitor.
Valorile amprentei de carbon per locuitor ale țărilor africane și Indiei au fost cu mult sub media globală. Emisiile de CO2 per locuitor în India sunt scăzute datorită numărului uriaș al populației. Dar, în general, țara este al treilea cel mai mare emițător de CO2 și a cincea economie ca PIB nominal din lume. Considerând o valoare a populației globale de aproximativ 9–10 miliarde până în 2050, este necesară o amprentă de carbon de aproximativ 2–2,5 tCO2e per locuitor pentru a rămâne în limita obiectivului de 2°C. Aceste calcule ale amprentei de carbon se bazează pe o abordare bazată pe consum, folosind o bază de date de intrare-ieșire multi-regională (în engleză Multi-Regional Input-Output - MRIO) care contabilizează toate emisiile de gaze cu efect de seră din lanțul valoric global și le alocă destinatarului mărfurilor comercializate (consumatorului final).

### Amprenta de carbon a unei organizații
Calcule referitoare la amprenta de carbon sunt întocmite de din ce în ce mai multe companii, în mod voluntar sau din cauza unor obligații legale, în contextul rapoartelor de sustenabilitate. Procedurile contabile operaționale pentru crearea unui bilanț al carbonului se numesc contabilitatea carbonului. Amprenta de carbon a unei organizații se referă la emisiile totale de CO2 sau CO2e generate de activitățile sale pe durata unui an. Deutsche Bank, de exemplu, a raportat în 2024 o valoare a amprentei de carbon pentru anul 2023 de 30,6 MtCO2e/an.
La mijlocul anilor 2010, Armata SUA era de departe cea mai mare instituție consumatoare de combustibili fosili din lume. În jurul anului 2015, emisiile sale de gaze cu efect de seră s-au clasat între cele ale statelor Portugalia și Peru. Conform calculelor Carbon Disclosure Project, doar 100 de companii din întreaga lume sunt responsabile pentru peste 70% din emisiile globale de CO2e. În perioada de monitorizare 1988-2017, au fost incluse ExxonMobil, BHP Billiton, Saudi Aramco și Gazprom. Potrivit unui studiu realizat de World Wide Fund for Nature și Öko-Institut din mai 2023, 30 de fabrici din Germania sunt responsabile pentru 30% din emisiile din industria germană în ansamblu. Acestea includ, de exemplu, diverse unități ale Thyssenkrupp Steel Europe și Salzgitter Flachstahl, precum și fabrici de ciment și fabrici de amoniac și etilenă ale altor companii.

### Amprenta de carbon a unei țări

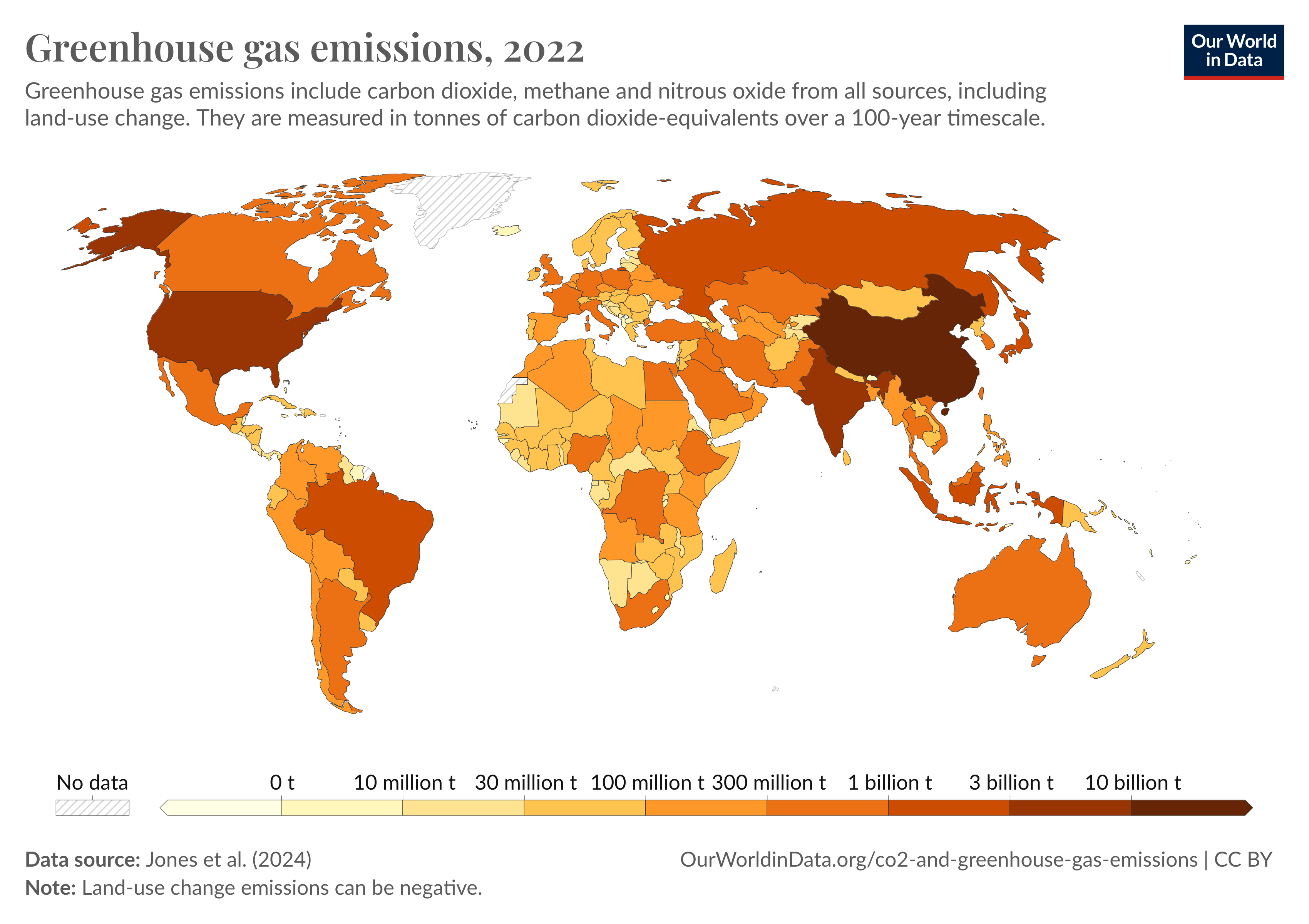
Harta globală a emisiilor de gaze cu efect de seră, inclusiv din agricultură și schimbarea utilizării terenurilor, măsurate în echivalent de dioxid de carbon pe o scală de timp de 100 de ani

Ca și în cazul celorlalte tipuri de amprentă de carbon, există valori diferite pentru amprenta de carbon a unei țări. Statele membre ale Convenției-cadru privind schimbările climatice (UNFCCC) și ale Protocolului de la Kyoto trebuie să pregătească anual un bilanț național al gazelor cu efect de seră, numit Inventar al gazelor cu efect de seră și să prezinte un raport de inventar național Secretariatului UNFCCC. Conform datelor publicate în 2024, emisiile antropice totale de gaze cu efect de seră, inclusiv emisiile/absorbțiile din utilizarea terenurilor, schimbarea utilizării terenurilor și silvicultură (LULUCF) din anul 2021 au fost în Germania de 764,4 milioane tCO2e (-40.62% față de 1990), în Elveția de 43,3 milioane tCO2e (-18.64% față de 1990), în Austria de 67,1 milioane tCO2e (+0.44% față de 1990), iar în România de 66,1 milioane tCO2e (-77.03% față de 1990, cea mai mare reducere procentuală dintre cele 44 de țări analizate). Au fost luate în considerare sursele de emisie situate în țara respectivă, conform principiului teritorial.
O altă abordare când se calculează amprenta de carbon constă în utilizarea emisiilor care stau la baza consumului unei țări. Un studiu al Universității Norvegiene de Știință și Tehnologie (NTNU) a luat în considerare emisiile generate în producția tuturor bunurilor din consumul total al unei țări. Dacă o țară are o amprentă de carbon mai mare decât emisiile de gaze cu efect de seră calculate de UNFCCC, înseamnă că importurile țării necesită mai mult carbon pentru a produce decât exporturile sale. Calculele NTNU au inclus și transportul internațional de marfă maritim și aerian, care nu este luat în considerare de UNFCCC. Pe baza datelor din 2001, amprenta a fost de aproximativ 1.238 milioane tCO2e pentru Germania, 112 milioane tCO2e pentru Austria și 132 milioane tCO2e pentru Elveția. Aceasta corespundea unei amprente de carbon de 15,1 tCO2e pentru fiecare german, 13,8 tCO2e pentru fiecare austriac și 18,4 tCO2e pentru fiecare elvețian. La nivel global, cele 73 de țări examinate au inclus Luxemburg (33,4 tCO2e per locuitor), SUA (28,6 tCO2e per locuitor) și Australia ( tCO2e per locuitor), în timp ce țările africane, precum Mozambic (1,1 tCO2e per locuitor) și Malawi (0,7 tCO2e per locuitor) au fost cele mai prietenoase cu clima.

Emisii de gaze cu efect de seră la nivel mondial în 2022 - după regiune, per locuitor, creștere

Emisiile de CO2 ale țărilor sunt de obicei emisii teritoriale, măsurate pe baza producției. Țările folosesc această metodă de contabilizare atunci când își calculează și raportează emisiile și își stabilesc obiective interne și internaționale, cum ar fi Contribuțiile determinate la nivel național (în engleză Nationally determined contribution - NDC). Pe de altă parte, spre deosebire de emisiile bazate pe producție, emisiile bazate pe consum sunt ajustate cu datele privind comerțul internațional. Astfel, pentru a calcula emisiile bazate pe consum, analiștii trebuie să urmărească ce bunuri sunt comercializate în întreaga lume. Ori de câte ori un produs este importat, sunt incluse toate emisiile de CO2 care au fost emise în producția acelui produs. Emisiile bazate pe consum reflectă alegerile de stil de viață ale cetățenilor unei țări.
Conform datelor publicate în 2023, amprenta de carbon din Franța a fost în anul 2019 de 625 MtCO2e, iar pentru anul 2022, conform estimărilor provizorii, deși va fi mai mică decât cea din 2019, aceasta va înregistra o creștere de aproximativ 8% față de 2021, atingând 623 MtCO2e.
Conform celor mai recente rapoarte UNFCCC privind inventarele de gaze cu efect de seră, față de anul de referință 1990, dintre țările raportoare, cea mai mare creștere a emisiilor de gaze cu efect de seră, inclusiv emisiile/absorbțiile din utilizarea terenurilor, schimbarea utilizării terenurilor și silvicultură (LULUCF) în 2021 a fost înregistrată de Turcia (238,03%) iar cea mai mare scădere de România (-77,03%).
| Țară | 1990    | 2000    | 2010    | 2015    | 2016    | 2017    | 2018    | 2019    | 2020    | 2021    | Creștere (1990-2021) |
| |         |         |         |         |         |         |         |         |         |         |                      |
| --- | ------- | ------- | ------- | ------- | ------- | ------- | ------- | ------- | ------- | ------- | -------------------- |
| Australia | 626.25  | 555.49  | 603.25  | 537.82  | 513.73  | 512.51  | 518.52  | 506.21  | 488.00  | —       | —                    |
| Austria | 66.84   | 66.34   | 64.93   | 72.32   | 72.83   | 78.88   | 83.78   | 82.13   | 68.69   | 67.13   | 0.44%                |
| Belgia | 142.91  | 147.19  | 133.28  | 118.13  | 116.65  | 116.26  | 116.98  | 115.98  | 106.94  | 110.63  | −22.59%              |
| Bulgaria | 82.57   | 40.30   | 47.51   | 52.73   | 48.29   | 50.29   | 45.80   | 44.58   | 38.58   | 44.77   | −54.08%              |
| Belarus | 115.94  | 46.51   | 45.74   | 44.50   | 47.45   | 52.29   | 52.29   | 56.66   | 52.49   | 48.91   | −57.81%              |
| Canada | 524.10  | 681.69  | 683.69  | 722.94  | 693.97  | 696.01  | 713.32  | 704.86  | 645.40  | 653.13  | 24.62%               |
| Elveția | 53.17   | 59.10   | 52.50   | 46.95   | 47.23   | 46.56   | 45.65   | 44.70   | 42.36   | 43.26   | −18.64%              |
| Cipru | 5.42    | 8.16    | 9.19    | 8.05    | 8.60    | 8.66    | 8.52    | 8.59    | 8.20    | 8.43    | 55.66%               |
| Cehia | 190.19  | 141.97  | 133.01  | 121.54  | 124.00  | 126.45  | 130.18  | 131.23  | 124.34  | 126.74  | −33.36%              |
| Germania | 1287.20 | 1040.04 | 929.72  | 885.49  | 884.83  | 870.88  | 838.51  | 787.81  | 735.12  | 764.36  | −40.62%              |
| Danemarca | 78.75   | 77.87   | 68.41   | 51.72   | 54.87   | 52.69   | 54.55   | 49.93   | 47.62   | 47.97   | −39.08%              |
| Spania | 253.81  | 339.88  | 310.51  | 289.06  | 276.86  | 289.40  | 282.77  | 264.58  | 228.15  | 244.33  | −3.74%               |
| Estonia | 36.58   | 12.77   | 15.63   | 17.19   | 19.45   | 21.17   | 22.29   | 15.69   | 13.92   | 15.50   | −57.63%              |
| Uniunea Europeană | 4651.76 | 4142.75 | 3824.20 | 3486.64 | 3492.92 | 3582.98 | 3489.87 | 3340.94 | 3059.43 | 3238.41 | −30.38%              |
| Finlanda | 45.28   | 45.69   | 49.53   | 38.31   | 44.42   | 44.01   | 54.15   | 46.01   | 38.64   | 48.29   | 6.64%                |
| Franța | 523.91  | 527.64  | 470.21  | 423.58  | 432.84  | 446.79  | 427.21  | 421.62  | 376.06  | 403.27  | −23.03%              |
| Regatul Unit | 817.45  | 730.25  | 617.48  | 514.97  | 489.46  | 477.76  | 469.38  | 455.06  | 410.22  | 430.65  | −47.32%              |
| Grecia | 101.74  | 124.14  | 115.77  | 91.71   | 88.20   | 92.00   | 87.91   | 80.75   | 70.05   | 72.01   | −29.22%              |
| Croația | 25.14   | 18.96   | 21.28   | 18.91   | 19.13   | 20.81   | 19.10   | 19.06   | 18.24   | 18.64   | −25.84%              |
| Ungaria | 91.62   | 74.28   | 61.70   | 56.51   | 58.13   | 59.71   | 60.22   | 59.38   | 55.86   | 57.02   | −47.19%              |
| Irlanda | 61.65   | 77.04   | 70.09   | 67.98   | 69.04   | 70.86   | 70.00   | 67.82   | 66.10   | 69.45   | 12.64%               |
| Islanda | 13.29   | 13.76   | 14.50   | 14.28   | 14.19   | 14.24   | 14.28   | 14.13   | 13.94   | 14.06   | 5.78%                |
| Italia | 517.99  | 538.42  | 481.78  | 401.77  | 399.80  | 414.04  | 388.46  | 380.44  | 352.43  | 390.12  | −24.69%              |
| Japonia | 1206.06 | 1289.22 | 1229.19 | 1261.70 | 1247.86 | 1230.49 | 1186.91 | 1157.04 | 1093.34 | 1116.40 | −7.43%               |
| Kazahstan | 380.19  | 303.14  | 381.41  | 367.70  | 365.83  | 391.86  | 404.50  | 367.06  | 342.10  | 340.84  | −10.35%              |
| Liechtenstein | 0.24    | 0.27    | 0.25    | 0.21    | 0.20    | 0.21    | 0.20    | 0.20    | 0.19    | 0.18    | −22.34%              |
| Lituania | 42.79   | 10.01   | 10.38   | 12.20   | 13.08   | 13.79   | 14.43   | 14.36   | 13.53   | 14.16   | −66.90%              |
| Luxemburg | 12.73   | 9.02    | 11.95   | 9.94    | 9.61    | 9.88    | 10.32   | 10.38   | 8.58    | 8.79    | −30.99%              |
| Letonia | 13.63   | −1.68   | 9.83    | 10.90   | 9.08    | 7.67    | 10.66   | 8.84    | 11.28   | 13.12   | −3.76%               |
| Monaco | 0.10    | 0.11    | 0.09    | 0.09    | 0.09    | 0.08    | 0.09    | 0.08    | 0.07    | 0.07    | −28.13%              |
| Malta | 2.62    | 2.74    | 2.97    | 2.13    | 1.84    | 2.03    | 2.04    | 2.16    | 2.12    | 2.13    | −18.49%              |
| Țările de Jos | 228.02  | 225.15  | 219.33  | 199.42  | 199.77  | 196.08  | 190.94  | 185.11  | 168.51  | 171.47  | −24.80%              |
| Norvegia | 40.88   | 35.39   | 31.09   | 40.98   | 40.13   | 40.23   | 39.42   | 35.67   | 30.04   | 33.40   | −18.29%              |
| Noua Zeelandă | 44.55   | 48.06   | 48.10   | 52.64   | 50.84   | 54.03   | 54.69   | 56.07   | 54.09   | 55.75   | 25.14%               |
| Polonia | 446.06  | 359.42  | 374.27  | 354.25  | 357.92  | 371.61  | 372.26  | 368.09  | 352.35  | 379.34  | −32.27%              |
| Portugalia | 66.61   | 80.37   | 62.97   | 64.40   | 67.40   | 92.88   | 64.27   | 59.62   | 53.32   | 50.34   | −24.43%              |
| România | 228.53  | 109.32  | 89.43   | 66.80   | 62.75   | 67.83   | 71.03   | 67.54   | 61.63   | 66.14   | −77.03%              |
| Rusia | 3089.16 | 1421.74 | 1321.33 | 1450.05 | 1418.66 | 1479.74 | 1567.95 | 1586.02 | 1503.55 | 1650.02 | −46.59%              |
| Slovacia | 64.41   | 39.59   | 40.55   | 35.11   | 35.49   | 36.69   | 37.52   | 34.44   | 29.49   | 33.57   | −47.88%              |
| Slovenia | 14.40   | 12.57   | 12.63   | 17.72   | 18.75   | 18.82   | 18.74   | 13.86   | 12.83   | 13.00   | −17.94%              |
| Suedia | 25.14   | 20.14   | 14.09   | 7.15    | 8.25    | 13.77   | 16.33   | 12.35   | 4.93    | 6.11    | −75.72%              |
| Turcia | 153.02  | 230.87  | 326.91  | 402.16  | 428.00  | 453.61  | 453.36  | 446.01  | 467.04  | 517.24  | 238.03%              |
| Ucraina | 911.39  | 405.00  | 398.35  | 338.91  | 361.96  | 336.73  | 364.73  | 357.45  | 317.63  | 341.49  | −62.53%              |
| Statele Unite ale Americii                                                                                                | 5606.38 | 6533.37 | 6307.18 | 6065.50 | 5763.09 | 5787.63 | 5989.70 | 5913.87 | 5249.81 | 5586.00 | −0.36%               |
| Notă: Sortarea este alfabetică după codul țării, conform ISO 3166-1 alpha-3. Sursă: UNFCCC GHG Data Interface, 29.09.2024 |         |         |         |         |         |         |         |         |         |         |                      |

### Compensarea amprentei de carbon
Compensarea propriilor emisii de carbon se face adesea în termeni financiari, de exemplu printr-un grant. Această variantă de finanțare nu reduce propria amprentă de carbon, dar poate reduce gazele cu efect de seră generate în altă parte a lumii, prin implementarea unor proiecte de protecție a climei, precum construirea de centrale eoliene, hidro sau geotermale, sau prin adoptarea unor măsuri de reducere a gazelor cu efect de seră. Compensația are loc pe bază voluntară. Cu toate acestea, este important ca certificatele de CO2 utilizate pentru astfel de proiecte să fie emise de instituții recunoscute la nivel internațional.
Compensarea climatică are scopul de a reduce impactul propriilor emisii de gaze cu efect de seră. În acest scop, sunt contabilizate emisiile totale ale unui produs, unei companii, unui serviciu sau unui stat. Pentru compensarea acestor emisii de gaze cu efect de seră, există în esență trei variante. Achiziționarea de credite de CO2 din proiecte de protecție a climei (a), de exemplu, de reîmpădurire. Alte proiecte doresc să lege carbonul de rezervoarele naturale de carbon (b), de exemplu prin construirea unui strat de humus în sol. Mai puțin comună este stocarea finală a carbonului (c), de exemplu sub formă de grafit sau compuși chimici care conțin carbon.
La Conferința Națiunilor Unite privind schimbările climatice de la Glasgow din 2021 (COP 26), a fost adoptat un cadru internațional pentru un mecanism de prevenire a emisiilor de gaze cu efect de seră și de promovare a dezvoltării durabile în temeiul Acordului de la Paris, prin definirea unor standarde pentru piața internațională a carbonului. În paralel, funcționează, de asemenea, o piață nereglementată, „voluntară”, a carbonului.
Transferul plăților compensatorii către diferite proiecte de protecție a climei este controlat prin așa-numitele credite de CO2. Un astfel de certificat reprezintă o anumită cantitate (de obicei o tonă) de CO2 care este economisită prin implementarea unui proiect. În primul rând, operatorul unui astfel de proiect primește creditele și le poate vinde, de obicei către retaileri sau furnizori de servicii de compensare. Oricine finanțează un proiect de protecție a climei poate obține astfel de credite. Avantajul acestui principiu este că, în conformitate cu articolul 6 din Acordul de la Paris privind clima, statele pot compensa propriile emisii prin măsuri de protecție a climei implementate în alte state, emisiile fiind economisite acolo unde este cel mai fezabil din punct de vedere economic. Compensarea climatică poate fi efectuată atât de companii, cât și de persoane private.
În 2021, Agenția Federală Germană de Mediu a recomandat să se asigure că furnizorii de compensații îndeplinesc condițiile prevăzute de Standardul de Aur (Gold Standard), respectând standardele de mediu și sociale. Standardul de Aur a fost dezvoltat de WWF, SouthSouthNorth și Helio International și certifică atât proiectele de protecție a climei care duc la reduceri de emisii tranzacționate pe piețele de angajament, cât și cele pentru piețele voluntare.

## Exemple de calcul și valori ale amprentei de carbon

### Combustibili fosili
Emisiile directe de CO2 ale combustibililor fosili sunt legate de prezența carbonului în structura chimică a acestora. De exemplu, compararea arderii cărbunelui și gazelor naturale demonstrează că, pentru aceeași cantitate de energie eliberată, gazele naturale emit mai puțin CO2 decât cărbunele. Astfel, pentru un kilogram de combustibil la 25°C:
- cărbune: C + O2 → CO2 + 9,2 kWh/kg;
- gaze naturale: CH4 + 2O2 → CO2 + 2H2O + 13,9 kWh/kg.

Este astfel posibil să se evalueze relația directă dintre emisiile de CO2 și energia eliberată prin ardere, respectiv dintre componenta directă a amprentei de carbon și consumul de combustibil fosil. Valoarea finală a amprentei de carbon poate fi apoi calculată prin însumarea emisiilor de gaze cu efect de seră din lanțul valoric global.
Pentru o serie de combustibili fosili, valorile emisiilor directe sunt furnizate de Grupul Interguvernamental privind Schimbările Climatice (în engleză Intergovernmental Panel on Climate Change - IPCC). Valorile publicate sunt ulterior adaptate de organizațiile naționale pentru a ține cont de particularitățile locale, precum compoziția combustibililor comerciali. Aceste valori au fost publicate de IPCC în anul 2006 și au fost actualizate în 2019.

| Combustibil                   | Emisii directe | Emisii LCA |
|                               |                |            |
| ----------------------------- | -------------- | ---------- |
| Cărbune                       | 345            | 377        |
| Păcură                        | 283            | 324        |
| Petrol lampant                | 272            | 324        |
| Motorină                      | 256            | 323        |
| Benzină (CO95, CO98)          | 253            | 314        |
| Gaz petrolier lichefiat (GPL) | 233            | 260        |
| Gaze naturale                 | 204            | 243        |
| Biomasă                       | 18,8           | 29,5       |

În evaluarea ciclului de viață (în engleză Life cycle assesment - LCA), valorile depind de lanțurile de aprovizionare locale. Prin urmare, acestea depind foarte mult de țara în care sunt calculate valorile amprentei de carbon și de domeniul de analiză. 
De exemplu, în Franța calculul se face pe baza factorilor de emisie publicați de Base Carbone, o bază de date publică administrată de Agenția de Mediu și Management Energetic (în franceză Agence de l'environnement et de la maîtrise de l'énergie - ADEME) sau a celor rezultați în urma realizării unei expertize energetice.
Pentru energia obținută din biomasă (lemn), valoarea emisiilor de CO2 rezultate în timpul arderii este considerată, prin convenție, a fi zero. Într-adevăr, perioada dintre arderea care eliberează CO2 și captarea acestuia prin creșterea volumului biomasei este scurtă, de ordinul unui an. Totuși, este necesară o politică coerentă de gestionare a pădurilor. Emisiile de CO2 pentru biomasă se datorează, prin urmare, exclusiv consumului de combustibil utilizat pentru exploatarea și transportul combustibilului lemnos, precum și generării de alte gaze precum metanul al cărui potențial de încălzire globală (GWP) este ridicat.

### Energie electrică
Ca și în cazul rețelelor termice, utilizarea energiei electrice de către consumator nu are ca rezultat emisii directe de gaze cu efect de seră la locul de utilizare. Pe de altă parte, utilizarea combustibililor fosili pentru producerea de energie electrică, precum și construcția și întreținerea rețelelor de transport și distribuție a energiei electrice sunt la originea emisiilor de gaze cu efect de seră. Întrucât există o relație directă între consumul de energie electrică și emisiile de CO2, este în general acceptată atribuirea unei amprente de carbon pentru energia electrică.
Amprenta de carbon a energia electrice include în special amprenta de carbon a tehnologiei digitale, care a reprezentat, potrivit asociației franceze The Shift Project, 2,5% din emisiile globale în 2013 și 3,7% din emisiile globale în 2018, înregistrând deci o creștere importantă.
Subiectul emisiilor de CO2 atribuite energiei electrice este, totuși, complex:
- sistemul de producere a energiei electrice este complex, mobilizând diverse mijloace de producție pentru a răspunde variabilității cererii, prin mecanisme de echilibru tehnic și economic din ce în ce mai sofisticate,
- rețeaua de energie electrică induce o punere în comun a mijloacelor de producție pentru a satisface cererea, ceea ce interzice asocierea unui anumit mijloc de producție la o anumită utilizare,
- producția de căldură este adesea asociată cu producția de energie electrică, ceea ce ridică problema imputării transferului emisiilor de CO2 de la un produs sau altul,
- mijloacele de producere a energiei electrice sunt diverse, de la centralele hidraulice care emit foarte puțin CO2, până la centralele termice pe cărbune care emit mai mult de 900 gCO2e/kWh produs,
- mixul de producție se confruntă cu variații majore în funcție de regiune și țară, electricitatea înregistrează emisii foarte scăzute de carbon în Franța, Elveția, Suedia sau Brazilia[122],
- schimburile transfrontaliere generează inexactități de calcul,
- politicile comerciale ale furnizorilor de energie afectează dezbaterile științifice, corespunzător intereselor economice.

### Energie termică

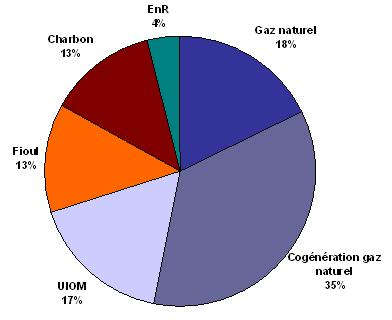
Distribuția consumului de energie după sursa rețelelor de încălzire în Franța, 2006

Căldura consumată de substațiile conectate la rețelele de încălzire nu emite gaze cu efect de seră la locul de utilizare. Pe de altă parte, utilizarea combustibililor fosili pentru a produce inițial căldură generează gaze cu efect de seră. Prin urmare, este în general acceptată atribuirea unei amprente de carbon pentru rețelele termice.
Datorită varietății mari de surse de energie utilizate de rețele (de la cărbune la energia geotermală), amprenta de carbon este puternic dependentă de tipul de combustibil utilizat (excluzând energia geotermală).
În Franța, în 2008, existau 427 de rețele termice, inclusiv 13 rețele de răcire, iar mixul energetic utilizat de toate rețelele de încălzire a fost defalcat în combustibili fosili 67% (inclusiv gaze naturale 49%), energii regenerabile și de recuperare 29% (inclusiv căldură de recuperare 21%). 32% dintre aceste rețele erau conectate la cel puțin o sursă de energie regenerabilă și de recuperare. Media emisiilor de CO2 a rețelelor de încălzire a fost de 0,193 kgCO2e/kWh (electricitate: 0,180 kgCO2e/kWh, gaze naturale: 0,234 kgCO2e/kWh, cărbune: 0,384 kgCO2e/kWh), pentru o putere totală instalată de 17.739 MW).

### Transport

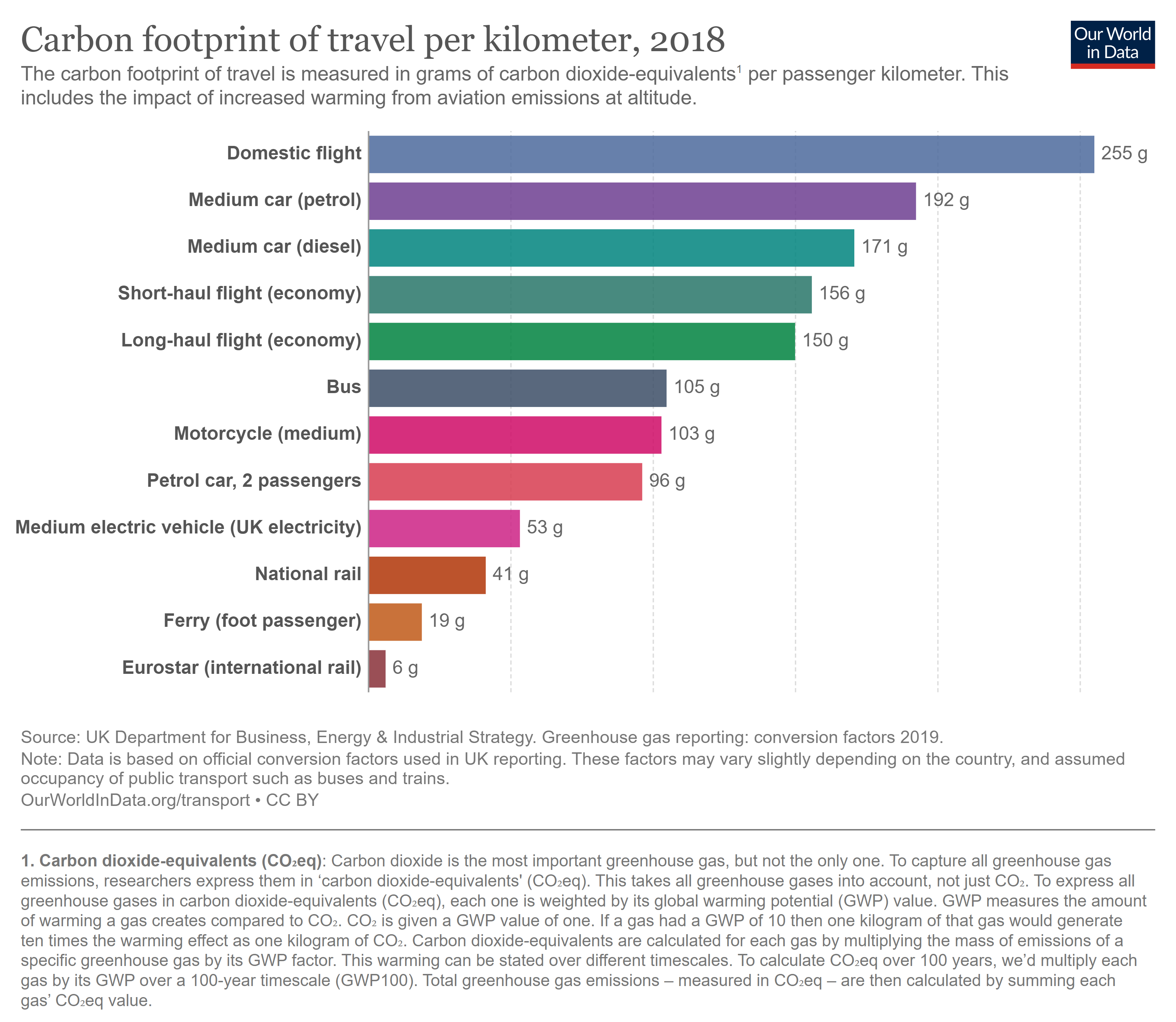
Comparație a modurilor de transport în funcție de amprenta de carbon

Potrivit Agenției Internaționale pentru Energie, în 2016 sectorul transporturilor a reprezentat un sfert din emisiile globale de CO2.

#### Transport rutier
Într-un studiu din 2016, Fundația Nicolas-Hulot pentru Natură și Om (în franceză La fondation Nicolas-Hulot pour la nature et l'homme) a estimat amprenta de carbon a unui sedan cu motor termic la 46 tCO2e/an, cea a unei mașini de oraș la 33 tCO2e/an, respectiv 26 și 12 tCO2e/an pentru modelele electrice. Potrivit Greenpeace, mașinile vândute în 2018 vor lăsa o amprentă de carbon de 4,8 GtCO2e pe tot parcursul ciclului lor de viață.

#### Transport aerian
Sectorul aviației emite 2-3% din emisiile globale de dioxid de carbon. Potrivit ADEME, un zbor dus-întors Paris – New York corespunde cu aproximativ o tonă de dioxid de carbon emis.

#### Transport feroviar
Trenul este unul dintre cele mai puțin poluante mijloace de transport din Franța. Conform datelor SNCF pentru 2017, o călătorie cu TGV emite 2,4 gCO2e/km, cu Intercités 8,1 gCO2e/km, cu un tren regional 29,4 gCO2e/km, iar pentru un tren transilien sau RER emisiile sunt de 5,4 gCO2e/km. Cu toate acestea, potrivit unui raport al Curții de Conturi franceze publicat în 2014, transportul feroviar necesită o rată de ocupare ridicată pentru a avea o amprentă de carbon competitivă per pasager: dacă gradul de ocupare a TGV-ului este mai mic de 50%, soldul emisiilor per pasager nu este superior celui al unui autocar. În plus, construcția de linii ferate emite o cantitate ridicată de gaze cu efect de seră, prin urmare o analiză completă a amprentei de carbon a liniei de mare viteză Rin-Rhône (ramificația estică) a arătat că transferul modal în favoarea TGV-ului necesită doisprezece ani pentru a echilibra emisiile generate de construcția acestuia. Totuși, potrivit președintelui SNCF, Guillaume Pepy, „punctele de vedere exprimate în raport nu se bazează pe studii și metodologii de analiză suficient de documentate și solide”.

### Produse alimentare
În anii 1990, Tim Lang, profesor de politică alimentară la Universitatea din Londra, a dezvoltat conceptul anglo-saxon de mile alimentare (în engleză food miles), care de atunci a făcut obiectul a numeroase analize.
Potrivit unui studiu publicat în 2016 privind amprenta de carbon a unui kilogram de diverse produse alimentare, consumul de carne de vită generează 26,6 kgCO2e, untul 9,25 kgCO2e, brânza 8,55 kgCO2e, carnea de porc 5,5 kgCO2e, carnea de pui 3,7 kgCO2e, peștele 3,5 kgCO2e, legumele 370 gCO2e, cartofii 180 gCO2e.
Potrivit unui studiu francez realizat de Agenția de Mediu și Management Energetic (în franceză Agence de l'environnement et de la maîtrise de l'énergie - ADEME) și publicat în februarie 2019, alimentele erau responsabile pentru un sfert din amprenta națională de carbon. Două treimi din emisii, în principal metan și protoxid de azot, sunt atribuite fazei de producție agricolă, diferența fiind împărțită între 19% transportul alimentar și 15% alte activități, inclusiv procesarea și prepararea.
Consumul zilnic a 200 ml lapte de vacă reprezintă în medie o amprentă de carbon mai mare decât cea a unei călătorii zilnice cu mașina de 2 km, dar în ceea ce privește laptele și carnea de vită această amprentă variază considerabil, în funcție de modul de creștere al vitelor, extensiv sau intensiv.
Alimentele pe bază de plante tind să aibă o amprentă de carbon mai mică decât carnea și lactatele. Acest lucru este evident atunci când se raportează amprenta de carbon a alimentelor la greutatea și conținutul de proteine sau calorii ale acestora. Compararea conținutului de proteine din mazăre și carnea de vită oferă un exemplu. Producerea a 100 de grame de proteine din mazăre emite doar 0,4 kgCO2e. Pentru a obține aceeași cantitate de proteine din carnea de vită, emisiile ar fi de aproape 90 de ori mai mari, de 35 kgCO2e. Doar o mică parte din amprenta de carbon a alimentelor provine din transport și ambalare. Cea mai mare parte provine din procesele din fermă sau din schimbările de utilizare a terenului, ceea ce înseamnă că alegerea tipului de mâncare are un potențial mai mare de reducere a amprentei de carbon decât distanța pe care au călătorit alimentele sau tipul ambalajului.

### Electrocasnice și bunuri de larg consum
Potrivit unui studiu francez realizat de Agenția de Mediu și Management Energetic (în franceză Agence de l'environnement et de la maîtrise de l'énergie - ADEME) și publicat în 2018, echiparea unei case franceze medii necesită emisia a aproximativ 6 tone de CO2. Materialele textile ocupă o pondere preponderentă în acest total. Un dulap de haine reprezintă aproximativ 1,37 tCO2e, iar o pereche de blugi 20 kgCO2e, respectiv emisii de la îngrășămintele utilizate pentru a crește bumbacul, de la transformarea acestuia în articol vestimentar și transportul produsul finit la locul de vânzare. Echipamentele electronice sau aparatele de uz casnic, cum ar fi un televizor, un laptop, o imprimantă, un frigider, o mașină de spălat, o mașină de spălat vase sau un aragaz emit între 40 și 50 kgCO2e pe durata ciclului lor de viață. Un studiu realizat la solicitarea Ministerului Tranziției Ecologice evaluează impactul tehnologiei digitale în 2022. Astfel, un smartphone, o consolă de jocuri, o tabletă sau un cuptor electric au o amprentă de carbon de aproximativ 20 kgCO2e.

### Sport
Evenimentele sportive (campionate locale, naționale sau mondiale, Jocurile Olimpice etc.), cu atât mai mult cele majore, care implică transportul echipamentelor, al publicului, suporterilor și sportivilor profesioniști sau amatori și construcția infrastructurii necesare contribuie la creșterea emisiilor de gaze cu efect de seră la nivel mondial.
Conform „The Shift Project”, în anul 2024, în Franța, fotbalul de amatori și profesioniști și meciurile de rugby generează 1,7 MtCO2e, dintre care 1,37 MtCO2e pentru numeroasele meciuri de amatori și 310.000 tCO2e pentru meciurile din campionatele naționale. Transportul este cel mai mare contributor (70% în cazul sportivilor profesioniști și 50% în cazul sportivilor amatori), în special datorită faptului că 76% dintre spectatori și voluntarii locali călătoresc cu mașina cu o rată de ocupare de 1,9 persoane per vehicul, voluntarii reprezentând doar 1% din aceste emisii, „pe de altă parte, în comparație cu un individ, aceste emisii sunt foarte semnificative: de fapt, un jucător profesionist sau un membru al echipei de antrenori emite în medie 6 tCO2e/an. Să ne amintim că obiectivele Acordului de la Paris privind clima implică emisii de mai puțin de două tone de persoană pe an”, iar „această dependență de combustibilii fosili, cuplată cu fragilitatea economică a părților interesate din sport, ridică serioase îngrijorări cu privire la capacitatea sectorului de a face față viitoarelor șocuri energetice și climatice”. Aceste probleme sunt agravate de creșterea numărului de meciuri și competiții și de creșterea numărului de kilometri parcurși. „Un spectator la un meci în deplasare va emite de patru ori mai multe gaze de efect de seră pentru un meci european decât pentru un meci național și de 40 de ori mai mult în cazul unui meci care implică o echipă non-europeană”, notează agenția Ecolosport.
Un raport World Rugby din iunie 2024 analizează 10 țări: Argentina, Australia, Anglia, Fiji, Franța, India, Japonia, Noua Zeelandă, Africa de Sud și SUA și concluzionând că toate țările studiate vor experimenta impactul schimbărilor climatice asupra antrenamentelor și meciurilor de rugby. În ianuarie 2024, Federația Franceză de Rugby a demarat un proiect de conștientizare denumit Impact 2024, conceput sub forma unui joc în care se întrec două echipe și care urmărește un dublu obiectiv: conștientizarea efectelor nocive ale acestui sport asupra mediului și posibilitatea de a le reduce, sau chiar de a le eradica, prin acțiuni simple și concrete.

### Exemple de utilizare personală eficientă
Calculul amprentei de carbon face posibilă compararea emisiilor de gaze cu efect de seră provenite de la consumatori, în scopul reducerii acestora. De exemplu, un astfel de raport poate fi întocmit pentru consumul de energie, cantitatea de energie consumată fiind cunoscută prin contorizare și facturare sau estimată prin diagnosticare energetică, după caz. Astfel, în Franța, calculul se face pe baza factorilor de emisie publicați de Base Carbone, o bază de date publică administrată de Agenția de Mediu și Management Energetic (în franceză Agence de l'environnement et de la maîtrise de l'énergie - ADEME) sau a celor rezultați în urma realizării unei expertize energetice, care oferă metode de evaluare a emisiilor de gaze cu efect de seră atât pentru companii și autorități locale, cât și pentru clădirile de locuințe. Pentru ca cetățenii să își poată evalua propria amprentă de carbon de consum, calculatorul Nos Gestes Climat administrat de ADEME a devenit disponibil online începând cu anul 2020.
Începând cu anul 2019, un card de credit care calculează amprenta de carbon a unei achiziții și o raportează ca o cotă individuală de emisii de CO2 este oferit de startup-ul suedez Doconomy în parteneriat cu operatorul MasterCard. Mai mult, o versiune Black Card blochează achiziția dacă plafonul de carbon pe care l-a stabilit cumpărătorul este depășit.

#### Alegerea unui sistem de încălzire
Următorul exemplu prezintă o comparație între sistemele de încălzire. Consumurile sunt pentru o locuință care necesită 10 MWh de putere termică utilă pentru încălzire, randamentele provin din metoda de reglementare franceză de diagnosticare a performanței energetice.
| Soluție energetică | Consum                      | Emisii de CO2e | Emisii de CO2e            |
| Soluție energetică | kWh/an                      | gCO2e/kWh      | tCO2e/an                  |
|                    |                             |                |                           |
| ------------------ | --------------------------- | -------------- | ------------------------- |
| Energie electrică  | 10.000                      | 180            | 1,8                       |
| Păcură             | 11.000                      | 300            | 3,3                       |
| Gaze naturale      | 10.500                      | 234            | 2,4                       |
| Pompă de căldură   | 4.000 (aer-aer) 2.900 (geo) | 180            | 0,72 (aer-aer) 0,52 (geo) |
| Biomasă            | 14.000                      | 13             | 0,2                       |

#### Alegerea unui autovehicul
Următorul exemplu prezintă o comparație între tipurile de combustibil pentru autovehicule, în funcție de consumul mediu dat de producător. Astfel, devine posibilă estimarea emisiilor personale de gaze cu efect de seră în raport cu consumul de combustibil.
| Carburant | Consum         | Consum | Emisii de CO2e | Emisii de CO2e |
| Carburant | l/100 km       | kWh/km | gCO2e/kWh      | gCO2e/km       |
|           |                |        |                |                |
| --------- | -------------- | ------ | -------------- | -------------- |
| Motorină  | 6              | 0,578  | 264            | 153            |
| Benzină   | 5              | 0,537  | 270            | 145            |
| GPL       | 6,45           | 0,578  | 230            | 133            |
| GNV       | 5,83 m3/100 km | 0,578  | 205            | 118            |

#### Alegerea unui produs digital recondiționat
Agenția de Mediu și Management al Energiei din Franța recomandă limitarea achiziției de noi produse multimedia pentru a reduce impactul lor ecologic. Un studiu publicat în 2022 stabilește că aproape 80% din impactul de carbon al echipamentelor digitale se datorează producției lor, în timp ce utilizarea lor reprezintă 21%. În plus, fabricarea unui produs contribuie la epuizarea resurselor naturale, deoarece necesită în medie 70 de materiale diferite și se generează de asemenea deversări toxice în apă și sol, care dăunează biodiversității. Se estimează că achiziționarea unui produs recondiționat economisește 82 kilograme de materii prime și 87% din gazele cu efect de seră, recomandându-se folosirea circuitelor de recondiționare și păstrarea dispozitivelor cât mai mult posibil.

## Măsuri de reducere a amprentei de carbon

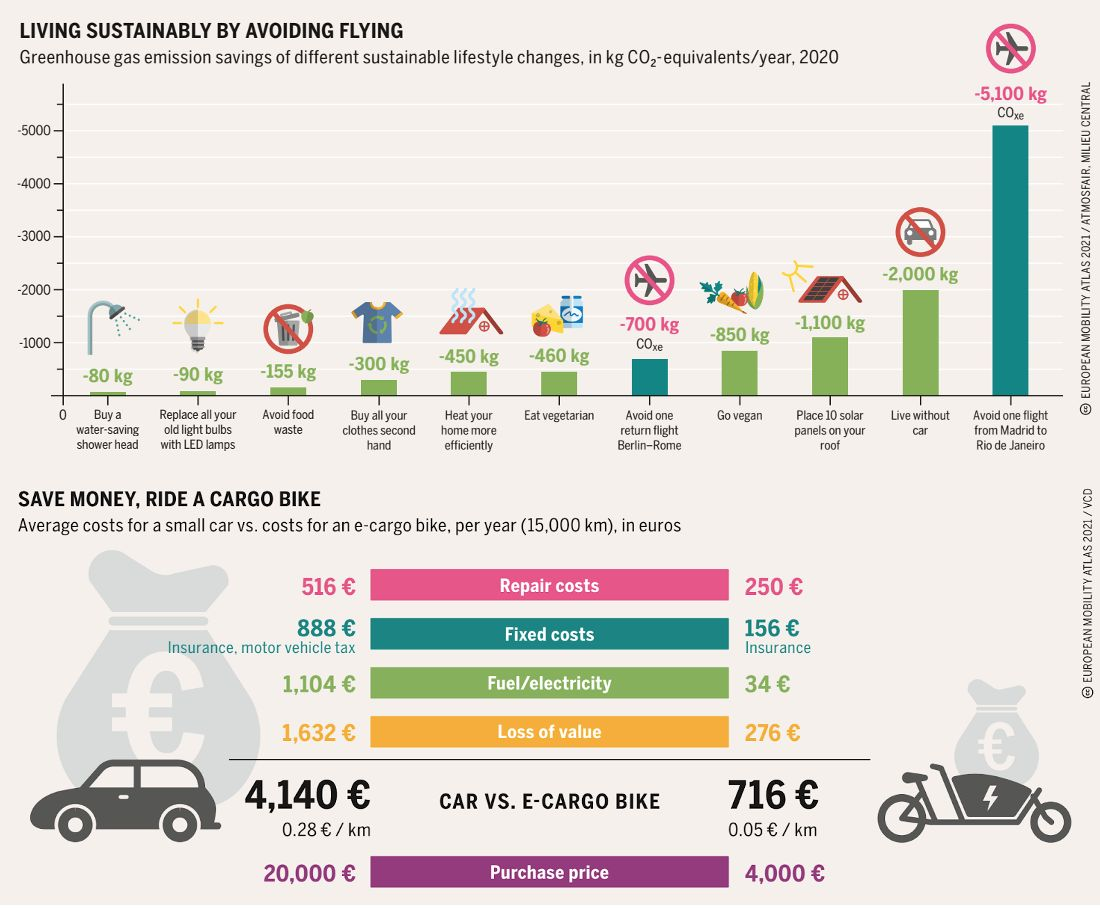
Economii de emisii de gaze cu efect de seră asociate cu diferite modificări ale stilului de viață (în kg _{e}/an). Transportul rutier și cel aerian sunt modurile de transport cu cea mai mare amprentă de carbon per călător. Renunțarea la aceste două moduri de transport, în special transportul aerian, permite economii semnificative ale emisiilor de gaze cu efect de seră

O analiză din 2017 a studiilor realizate de Seth Wynes și Kimberly A. Nicholas, bazată pe analiza a 148 de scenarii prezentate în 39 de articole, rapoarte și programe guvernamentale, a enumerat opțiunile de modificare a stilului de viață personal cu cel mai mare impact în ceea ce privește reducerea emisiilor de carbon pentru țările dezvoltate:
- mai puțini copii: un copil mai puțin pe familie ar reduce amprenta anuală de carbon cu 58,6 tCO2e în medie. Într-o țară cu un nivel de trai occidental, aceasta este de departe cea mai eficientă măsură,
- abandonarea vehiculului personal: economiile anuale sunt în medie de aproximativ 2.400 kgCO2e (în jur de 1.400 kgCO2e în Regatul Unit, 2.000 kgCO2e în Europa și 3.000 kgCO2e în SUA și Australia),
- renunțarea la călătoriile aeriene: un zbor transatlantic dus-întors emite 1.600 kgCO2e, la acestea trebuie adăugate cele din fabricația aeronavei,
- achiziția de energie electrică produsă din surse nefosile, în mod special în țările în care aceste surse sunt minoritare (Statele Unite, Canada, Australia etc.),
- adoptarea unei diete vegetariene: permite reducerea emisiilor cu 820 kgCO2e pe an în medie, de patru ori mai mult decât prin reciclare.

Două acțiuni cu impact potențial mare au fost excluse din concluziile acestei revizuiri, din cauza problemelor metodologice sau a rezultatelor contradictorii din studiile luate în considerare:
- achiziția de energie electrică verde se dovedește eficientă în America de Nord, dar mai puțin sigură în Europa,
- renunțarea la animalele de companie (un câine, în special).

Dintre cele 216 recomandări identificate în raport, cele mai multe au o eficacitate relativ scăzută. În special, mijloacele cele mai frecvent citate (precum reciclarea, folosirea transportului în comun, spălatul rufelor cu apă rece sau folosirea surselor de iluminat cu consum redus de energie) ar avea doar un efect moderat dacă nu sunt adoptate simultan.
Deși 195 de țări s-au angajat prin Acordul de la Paris să acționeze pentru a-și reduce emisiile de gaze cu efect de seră, astfel încât pragul de 2°C în 2100 să nu fie depășit (creșterea temperaturii cu 2°C în medie planetară) și în ciuda eficienței documentate a celor patru soluții prezentate (care pot fi și combinate), în 2017 aceste soluții apar doar foarte marginal sau deloc în manualele școlare, în rapoartele sau pe paginile oficiale de internet guvernamentale din Uniunea Europeană, Statele Unite, Canada sau Australia. Acest lucru s-ar putea datora, potrivit autorilor și comentatorilor acestei revizuiri a studiilor, faptului că cele mai eficiente patru acțiuni implică schimbări de comportament incorecte din punct de vedere politic (cel puțin nepopulare din punct de vedere politic), sau „tabu” din punct de vedere economic sau presupus „prea extreme” să fie acceptabile pentru populație. Cele mai inacceptabile două acțiuni par să fie „a avea un copil mai puțin” și „a deveni vegetarian”, care nu sunt recomandate în niciun document oficial. Un singur document australian recomanda renunțarea la autovehiculul personal, în timp ce achiziționarea unei mașini noi, mai eficiente, este recomandată (și chiar susținută financiar) de guvernele din Australia, Canada, Europa și Statele Unite.

### Atenuarea schimbărilor climatice
Atenuarea schimbărilor climatice (sau decarbonizarea) este o acțiune de limitare a emisiilor de gaze cu efect de seră din atmosferă care provoacă schimbările climatice. Acțiunile de atenuare a schimbărilor climatice includ conservarea energiei și înlocuirea combustibililor fosili cu surse de energie curată. Strategiile secundare de atenuare includ modificări ale utilizării terenurilor și eliminarea dioxidului de carbon (CO2) din atmosferă. Politicile actuale de atenuare a schimbărilor climatice sunt insuficiente, deoarece ar avea ca rezultat o încălzire globală de aproximativ 2,7°C până în 2100, semnificativ peste obiectivul prevăzut de Acordul de la Paris din 2015 de a limita încălzirea globală la 2°C.
Energia solară și eoliană pot înlocui combustibilii fosili la cel mai mic cost în comparație cu alte variante de energie regenerabilă. Disponibilitatea soarelui și a vântului este variabilă și poate necesita îmbunătățiri ale rețelei electrice, cum ar fi utilizarea transmisia de energie electrică pe distanțe lungi prin intermediul super-rețelelor pentru a grupa o serie de surse de energie. Stocarea energiei poate fi folosită pentru echilibrare, iar gestionarea cererii de energie poate limita consumul de energie atunci când producția de energie este scăzută. Electricitatea generată în mod curat poate înlocui combustibilii fosili în transporturi, încălzirea clădirilor și derularea proceselor industriale. Anumite procese sunt mai dificil de decarbonizat, precum transportul aerian și producția de ciment. Captarea și stocarea carbonului (în engleză Carbon capture and storage - CCS) poate fi o opțiune de reducere a emisiilor nete în aceste circumstanțe, deși centralele electrice pe bază de combustibili fosili dotate cu tehnologie CCS reprezintă o strategie de atenuare a schimbărilor climatice cu costuri ridicate.
Schimbările în utilizarea terenurilor, precum agricultura și defrișările cauzează aproximativ un sfert din schimbările climatice. Aceste modificări influențează cât de mult CO2 este absorbit de materia vegetală și cât de multă materie organică se descompune sau arde pentru a elibera CO2. Aceste schimbări fac parte din ciclul rapid din circuitul carbonului în natură, în timp ce combustibilii fosili eliberează CO2 care a fost îngropat sub pământ ca parte a ciclului lent al carbonului. Metanul este un gaz cu efect de seră de scurtă durată care este produs prin degradarea materiei organice, precum și prin extracția combustibililor fosili. Schimbările de utilizare a terenurilor pot afecta, de asemenea, modelele de precipitații și reflectivitatea suprafeței Pământului. Este posibil să se reducă emisiile din agricultură prin reducerea risipei alimentare, trecerea la o dietă bazată pe plante și prin îmbunătățirea proceselor agricole.
Diverse politici pot încuraja atenuarea schimbărilor climatice. Tarifarea carbonului (în engleză Carbon pricing) implică înființarea unor sisteme care să taxeze emisiile de CO2. Subvențiile pentru combustibili fosili trebuie să fie eliminate în favoarea subvențiilor pentru energie curată și a stimulentelor oferite pentru instalarea de măsuri de eficiență energetică sau trecerea la surse regenerabile de energie electrică. O altă problemă este depășirea obiecțiilor de mediu atunci când se construiesc noi surse de energie curată sau se efectuează optimizări ale rețelei electrice.

### Reducerea amprentei de carbon a industriei
Compensarea carbonului (în engleză Carbon offsetting) poate reduce amprenta totală de carbon a unei companii, prin achiziționarea unor credite de carbon (certificate de CO2). Metoda permite compensarea companiei pentru emisiile de dioxid de carbon sau de gaze cu efect de seră prin recunoașterea unei reduceri echivalente a dioxidului de carbon în atmosferă, contravaloarea creditelor de carbon achiziționate constituind o finanțare a unor activități de reducere a emisiilor de gaze cu efect de seră, spre exemplu acțiuni de reîmpădurire.
Un studiu privind amprenta de carbon poate identifica domenii specifice și critice de îmbunătățire, prin utilizarea analizei de intrare-ieșire și urmărirea întregului lanț de aprovizionare. O astfel de analiză poate fi folosită și pentru eliminarea lanțurilor de aprovizionare cu cele mai mari emisii de gaze cu efect de seră.
În Uniunea Europeană, principalul instrument de piață pentru reducerea emisiilor de CO2 este Schema UE de comercializare a certificatelor de emisii de gaze cu efect de seră (în engleză European Union Emissions Trading System - EU ETS). Aceasta stabilește un plafon al emisiilor de gaze cu efect de seră pentru instalațiile care fac parte din schemă. La baza schemei stă principiul de „plafonare și comercializare”. Pentru a respecta acest plafon, instalațiile primesc cu titlu gratuit certificate de gaze cu efect de seră și pot comercializa certificatele excedentare. Certificatele pot fi achiziționate de pe piața primară (platforma European Energy Exchange - EEX) sau de pe piața secundară (Bursa Română de Mărfuri, brokeri etc.). De la aplicare, EU ETS a contribuit la reducerea cu 42,6% a emisiilor provenite din producția de energie electrică și a celor generate de industriile mari consumatoare de energie.
Începând cu 2027, transportul rutier, clădirile și anumite instalații industriale vor fi acoperite de o schemă nouă - ETS2. Furnizorii de combustibili, mai degrabă decât consumatorii finali, precum gospodăriile sau utilizatorii de autovehicule, vor fi obligați să-și monitorizeze și să raporteze emisiile. Aceste entități vor fi reglementate prin ETS2, ceea ce înseamnă că li se va cere să cedeze suficiente cote pentru a-și acoperi emisiile. Entitățile reglementate vor achiziționa aceste certificate prin licitații, iar plafonul ETS2 va fi stabilit pentru a se reduce emisiile cu 42% până în 2030 comparativ cu nivelurile din 2005.

## Studii de caz

### România
În calitate de parte a Convenției-cadru a Națiunilor Unite privind schimbările climatice (UNFCCC), a Protocolului de la Kyoto și a Acordului de la Paris, România, ca orice alt membru al Uniunii Europene, trebuie să transmită anual către ONU un raport cu privire la emisiile de gaze cu efect de seră („inventarul de gaze cu efect de seră”). Raportul național de inventariere al României poartă denumirea de „Inventar național ale emisiilor de gaze cu efect de seră” (INEGES). De asemenea, România transmite periodic politicile și măsurile privind schimbările climatice și progresele înregistrate în îndeplinirea obiectivelor („rapoarte bienale” - o dată la doi ani și „comunicări naționale” – o dată la patru ani).
Contribuția României la emisiile globale de gaze cu efect de seră este nesemnificativă, reprezentând doar 0,3% din emisiile la nivel global și mai puțin de 3% din emisiile totale ale țărilor din Uniunea Europeană. Potrivit celui de-Al Patrulea Raport Bienal din 2020, dioxidul de carbon constituie cel mai mare procent din totalul emisiilor de gaze cu efect de seră, urmat de metan și protoxidul de azot. Potrivit aceluiași raport, în 2018, emisiile totale de gaze cu efect de seră din sectorul energetic au reprezentat cea mai mare parte a emisiilor (66,32%), urmate de cele din sectorul agricol cu o pondere de 17,1%, apoi de cele din sectorul industrial, al proceselor și utilizării produselor cu o cotă de 11,58% și de cele din sectorul deșeurilor, de 5%. 
Potrivit celui de-Al Cincilea Raport Bienal din 2022, la nivelul anului 2020, emisiile totale de gaze cu efect de seră excluzând LULUCF au fost estimate la 110,37 MtCO2e. Între 1989 și 2020, emisiile totale de gaze cu efect de seră excluzând LULUCF au scăzut cu 64,09%, iar emisiile nete de gaze cu efect de seră inclusiv LULUCF au scăzut cu 72,90%. În 2020, cotele înregistrate în raport cu emisiile totale de gaze cu efect de seră excluzând LULUCF au fost următoarele: 67% pentru CO2, 21% pentru CH4, 10% pentru N2O și 2% pentru gazele fluorate agregate (1,98% pentru HFC și 0,05% pentru SF6). În 2020, emisiile totale de gaze cu efect de seră din sectorul energetic au reprezentat cea mai mare pondere (66,25%), urmate de cele din sectorul agricol cu o pondere de 16,66%, de cele din sectorul industrial, al proceselor și utilizării produselor cu o pondere de 12,49% și de cele din sectorul deșeurilor, 5,38%. În 2020, sectorul LULUCF a reprezentat o compensare de 30% a emisiilor de gaze cu efect de seră (32.894 ktCO2e din totalul de 109.934,33 ktCO2e). Acest sector, cu o capacitate medie anuală de îndepărtare de 20.531,11 ktCO2e, a avut o evoluție relativ constantă în ultimii 27 de ani.

### Republica Moldova
Republica Moldova a semnat Convenția-cadru a Națiunilor Unite privind schimbările climatice la 12 iunie 1992, documentul fiind ratificat de Parlament la 16 martie 1995. Prima Comunicare Națională (NC1) către UNFCCC a fost elaborată și înaintată la COP 6 (Haga, 2000). La 13 februarie 2003, Republica Moldova a ratificat Protocolul de la Kyoto, dar, în calitate de non-parte a Anexei I, Republica Moldova nu are angajamente de reducere a emisiilor de gaze cu efect de seră în temeiul acestui Protocol:17.
Reuniunea COP 15, desfășurată la Copenhaga în decembrie 2009, a aprobat și a propus spre implementare o declarație de politică adoptată în sprijinul limitării încălzirii globale la cel mult 2°C față de nivelul preindustrial, în contextul echității și dezvoltării durabile. Republica Moldova s-a asociat la Acordul de la Copenhaga în ianuarie 2010 și a prezentat un obiectiv de reducere a emisiilor care este specificat în Anexa II la acest Acord: „Acțiuni de atenuare adecvate la nivel național în țările în curs de dezvoltare”. Obiectivul acțiunilor de atenuare pentru Republica Moldova în temeiul acestui Acord este „reducerea nivelului național total al emisiilor de gaze cu efect de seră cu nu mai puțin de 25% până în 2020 față de anul de bază 1990, prin implementarea mecanismelor economice axate pe atenuarea schimbărilor climatice globale, în conformitate cu principiile și prevederile Convenției”:18. În iulie 2014, Republica Moldova a inițiat procesul de pregătire a Primului Raport Bienal de Actualizare pe care l-a transmis Secretariatului UNFCCC la 5 aprilie 2016, iar în septembrie 2016 a semnat Acordul de la Paris referitor la limitarea încălzirii globale sub 2°C până în 2100 comparativ cu epoca preindustrială:20. 
La 25 septembrie 2015, Republica Moldova a transmis UNFCCC Contribuția intenționată determinată la nivel național (în engleză Intended Nationally Determined Contribution - INDC). Potrivit acestui document, Republica Moldova intenționa să atingă în 2030 un obiectiv necondiționat de reducere a emisiilor de gaze cu efect de seră la nivelul întregii economii cu 64-67% sub nivelul din 1990 și să depună toate eforturile pentru a-și reduce emisiile cu 67%:20. 
Republica Moldova a fost pe deplin angajată în procesul de negociere UNFCCC în vederea adoptării la COP 21 a Acordului de la Paris – un document cu forță juridică în temeiul Convenției, referitor la menținerea încălzirii globale sub 2°C până în 2100 comparativ cu epoca preindustrială. Acordul de la Paris a fost semnat de Prim-ministrul Republicii Moldova la New York la 21 septembrie 2016, iar ulterior a fost ratificat de Parlament la 04 mai 2017:20.
La 4 martie 2020, Republica Moldova a prezentat Secretariatului UNFCCC o versiune actualizată a NDC, potrivit căreia aceasta intenționează să accelereze decarbonizarea, asumându-și ținte mult mai ambițioase de reducere a emisiilor de gaze cu efect de seră până în 2030. Obiectivul necondiționat a crescut de la 64-67% la 70% față de anul de bază 1990, Moldova angajându-se să depună toate eforturile pentru a-și reduce emisiile cu circa 88% comparativ cu anul de bază 1990:20.
Potrivit Raportului național de inventariere din 2021, la nivelul anului 2019, emisiile totale de gaze cu efect de seră excluzând LULUCF ale Republicii Moldova au fost de 13,81 MtCO2e:23.
În 2020, emisiile totale de gaze cu efect de seră (inclusiv LULUCF) din sectorul energetic au reprezentat cea mai mare valoare, de 3,63 ktCO2e, urmate de cele din sectorul transporturilor cu o valoare de 2,43 ktCO2e, de cele din sectorul agricol, de 1,56 ktCO2e, de cele din sectorul rezidențial, de 1,43 ktCO2e și de cele din sectorul deșeurilor, de 1,25 ktCO2e. În 2020, sectorul LULUCF a reprezentat o compensare a emisiilor de gaze cu efect de seră de 1,16 ktCO2e. 